# إمارة البغدان
إمارة البغدان (بالرومانية: Moldova أو Țara Moldovei؛ بالأحرف الرومانية القديمة الكيريلية: Цара Мѡлдовєй)؛ هي منطقة تاريخية وإمارة سابقة في وسط وشرق أوروبا تُقابل المنطقة الواقعة بين الكاربات الشرقية ونهر دنيستر. كانت دولة مولدوفا موجودة من القرن 14 وحتى عام 1859م، بدأت كدولة مستقلة في البداية ثم أصبحت تحت حكم ذاتي في وقت لاحق عندما اتحدت مع الأفلاق (Țara Românească) كأساس للدولة الرومانية الحديثة.
شملت البغدان في أوقات مختلفة مناطق بيسارابيا (مع بودجاك)، وكل من بوكوفينا وهيرتزا. كانت منطقة بوكوتيا أيضًا جزءًا منها لفترة من الزمن.
النصف الغربي من البغدان هو الآن جزء من رومانيا، والجانب الشرقي ينتمي إلى جمهورية مولدوڤا، والأجزاء الشمالية والجنوبية الشرقية من أراضي أوكرانيا.

## الاسم

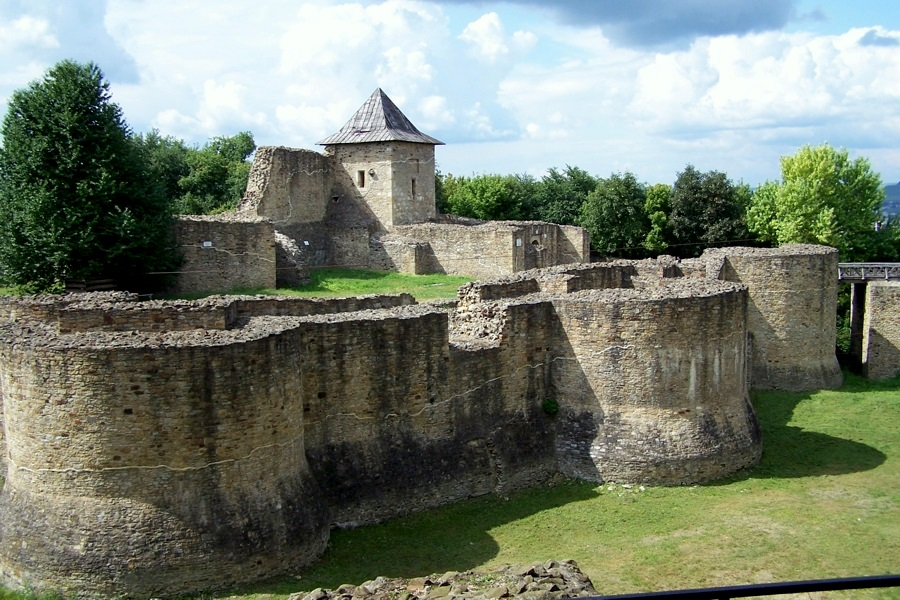
قلعة المقعد في سوسيفا، رومانيا.

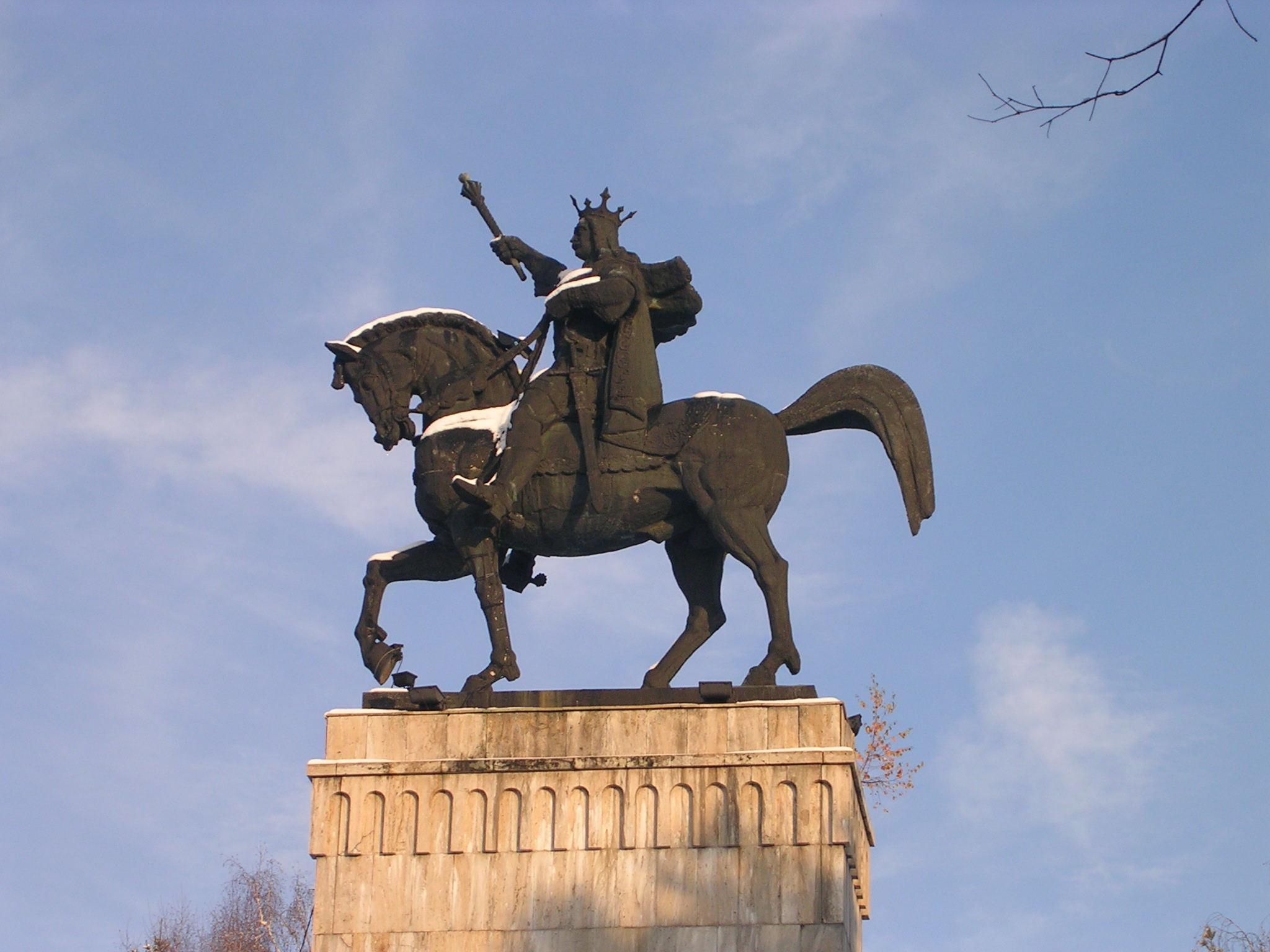
تمثال الفروسية للأمير المولدافي ستيفن الكبير في سوسيفا.

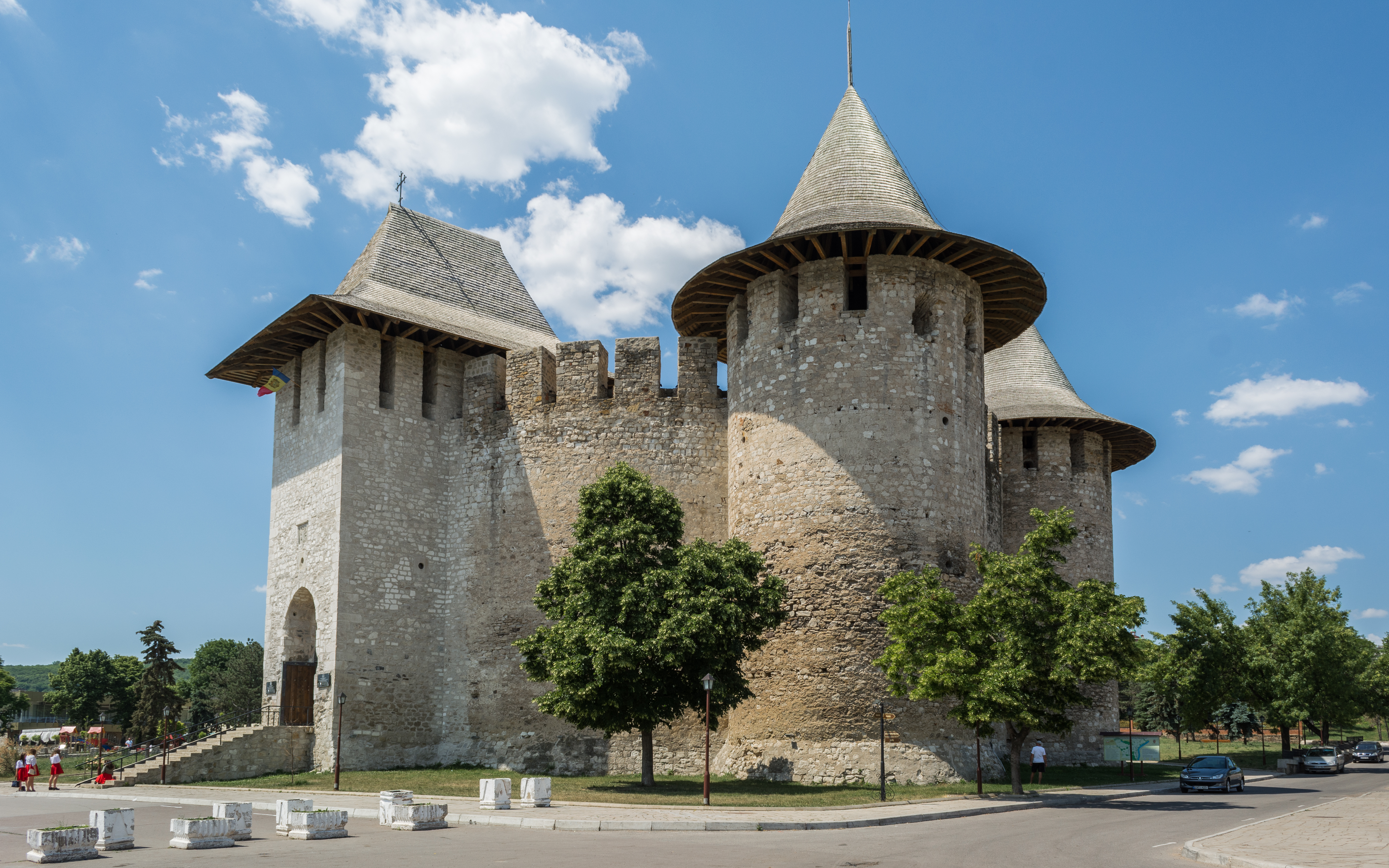
حصن سوروكا في سوروكا، جمهورية مولدوفا.

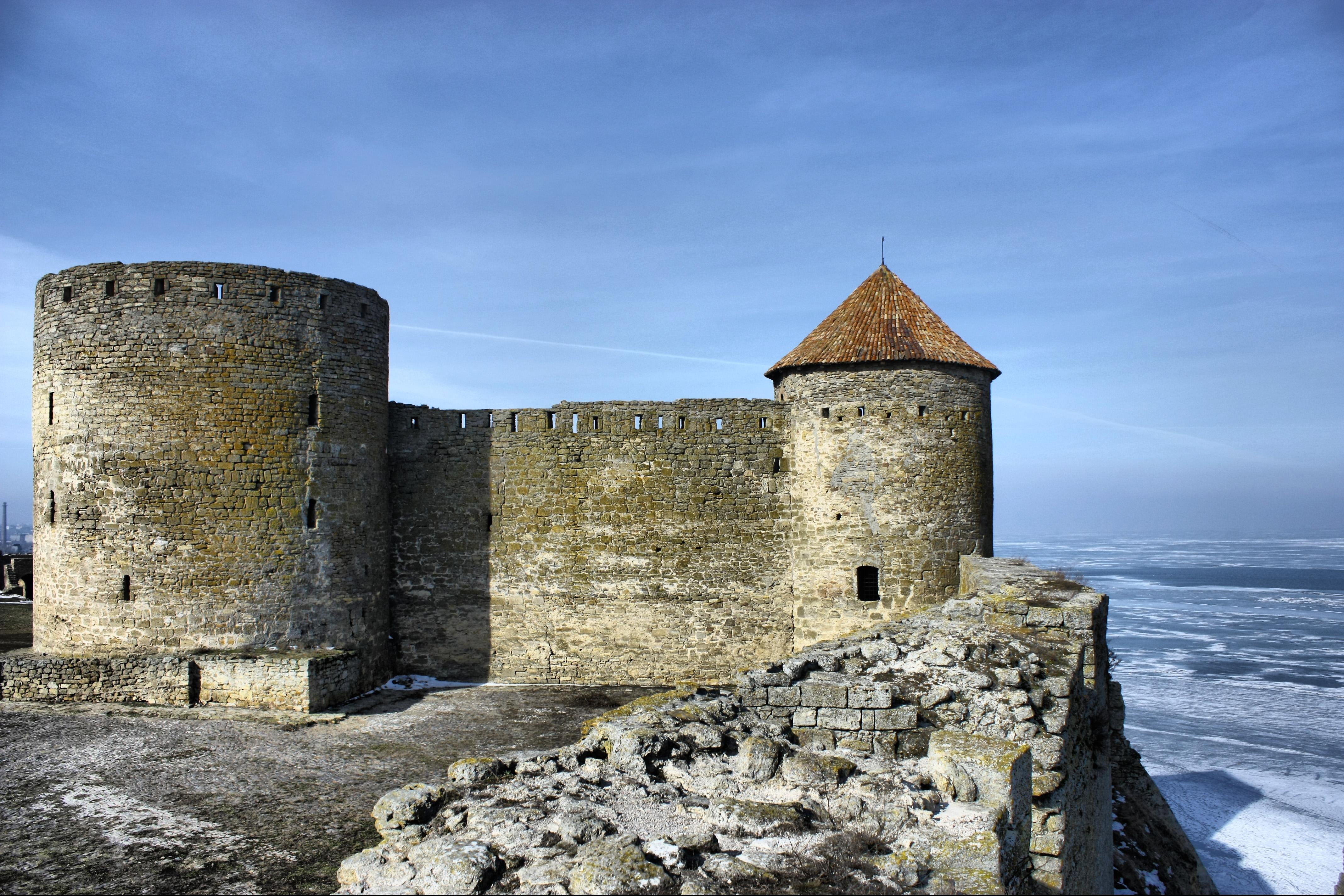
قلعة آكرمان في سيتاتيا ألبا، أوكرانيا.

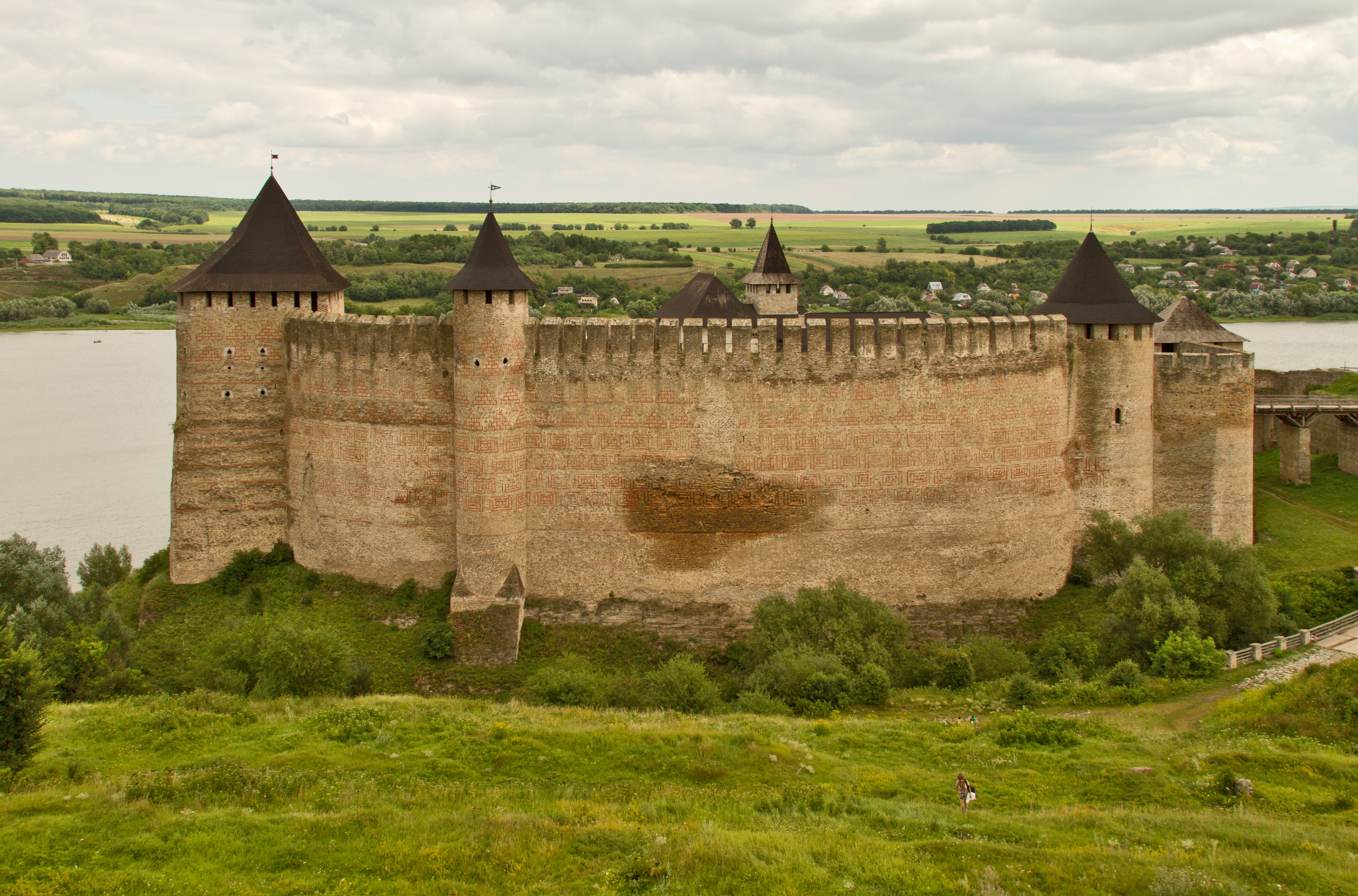
حصن خوتين على نهر دنيستر ، أوكرانيا الحالية، ثم على الحدود الشمالية لإمارة المولدافية وكومنولث جنوب بولندا وليتوانيا

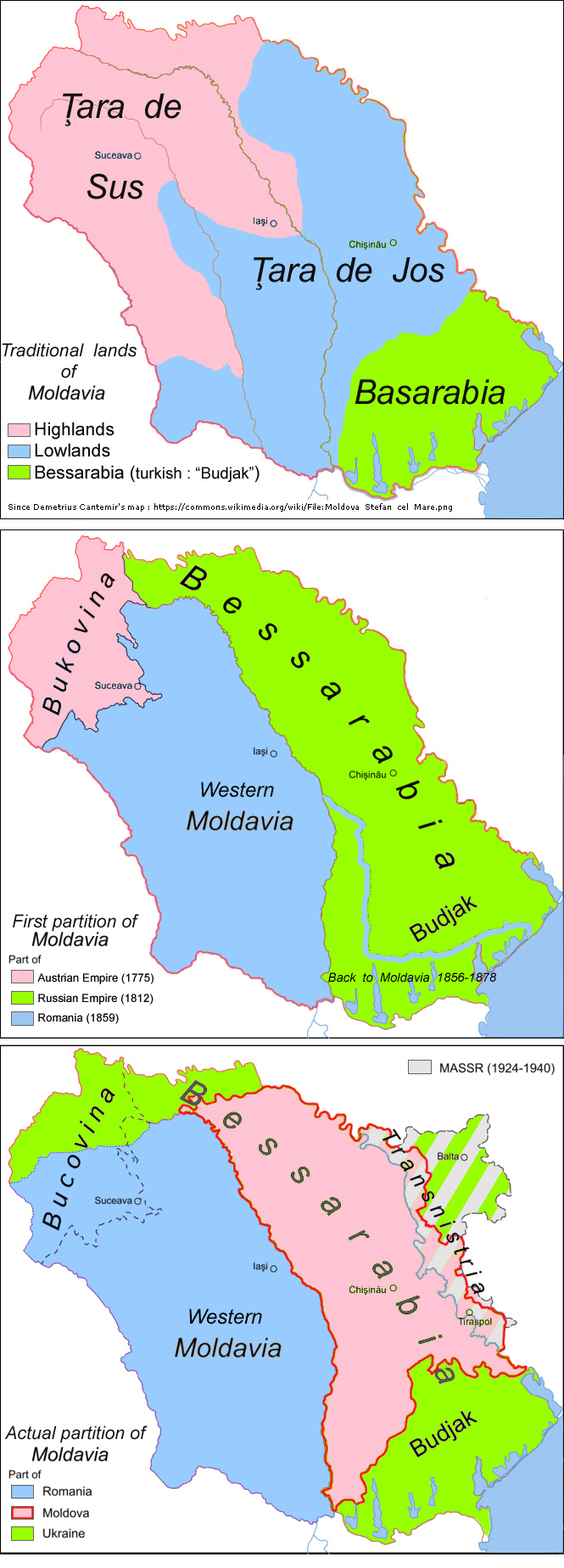
البغدان عبر العصور.

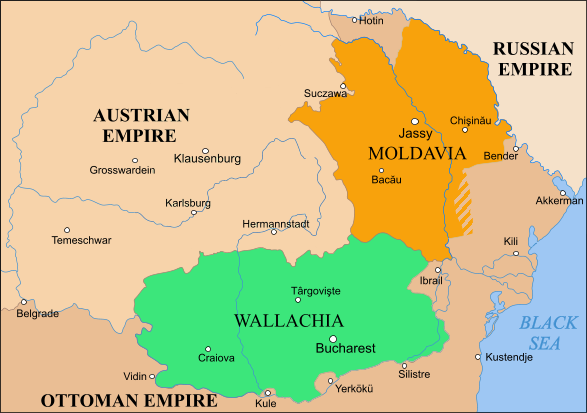
إمارة البغدان بين 1793-1812م، مظللة باللون البرتقالي.

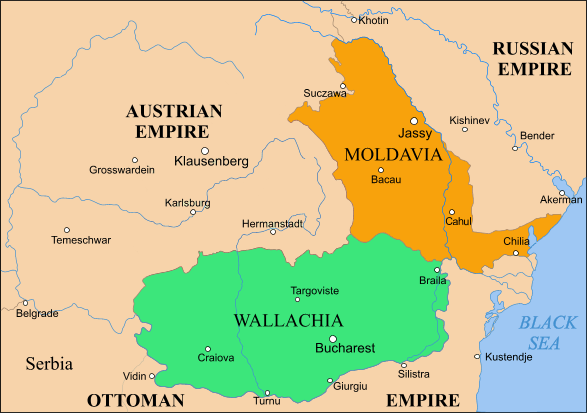
البغدان (باللون البرتقالي) بعد عام 1856م.

أسماء البغدان، مولدوڤا مشتقة من اسم نهر مولدوڤا؛ ومع ذلك، فإن علم أصول الكلام غير معروف لأصل هذا الاسم.

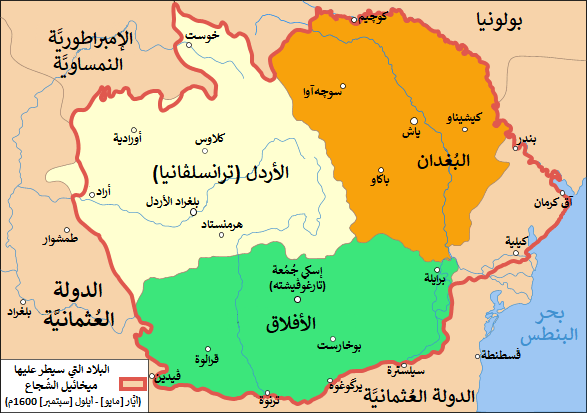
مقاطعات رومانيا الثلاث وتظهر فيها:
- إمارة الأفلاق (والاشيا) باللون الأخضر
- إمارة البغدان (مولدافيا) باللون البرتقالي
- إمارة الأردل (ترانسيلفانيا) باللون الأصفر.

## لمحة تاريخية

### يونانيو الفنار (1711–1822)
أصبحت مولدافيا هدفًا لتوسع الإمبراطورية الروسية جنوبًا، خلال أواخر القرن السابع عشر، الذي افتتحه بطرس الأكبر عن طريق الحرب الروسية التركية 1710-1711. انحاز الأمير ديميتري كانتيمير إلى جانب بطرس في تمرد مفتوح ضد العثمانيين، لكنه هُزم في ستانليشتي. تجاهل السلطان أحمد الثالث رسميًا الاعتراف بالخيارات المحلية للأمراء، وفرض بدلًا من ذلك نظامًا يعتمد على الموافقة العثمانية فقط: عصر يونانيو الفنار، الذي افتتحه عهد نيكولاس مافروكورداتوس.
اتسم حكم يونانيو الفنار بالفساد السياسي والمكائد والضرائب المرتفعة، بالإضافة إلى الغارات المتفرقة للجيشين الهابسبورغي والروسي في عمق الأراضي المولدافية. ورغم ذلك، جربوا التحديث التشريعي والإداري المستوحى من عصر التنوير (مثل قرار قسطنطين مافروكورداتوس بتخصيص رواتب للوظائف العامة، الذي أثار حفيظة البويار، وإلغاء القنانة في عام 1749، وكذلك قانون سكارلات كاليماكي)، والدال على انخفاض المطالب العثمانية بعد أن أصبح تهديد الضم الروسي حقيقيًا، وموجات هجرة الفلاحين إلى الأراضي المجاورة بحثًا عن حياة أفضل. أصبحت آثار السيطرة العثمانية أقل بروزًا بعد أن سمحت معاهدة كيتشوك كاينارجي لعام 1774 لروسيا بالتدخل لصالح الرعايا العثمانيين أتباع المذهب الأرثوذكسي الشرقي -ما أدى إلى حملات التماس من قبل البويار المولدفيين ضد السياسات الأميرية.
في عام 1712، استولى العثمانيون على خوتين وأصبحت جزءًا من نظام دفاعي توجب على الأمراء المولدفيين الحفاظ عليه، بالإضافة إلى منطقة للاستعمار الإسلامي (مجتمع اللاز).

### التجزئة
خسرت مولدافيا الجزء الشمالي الغربي أمام إمبراطورية هابسبورغ في عام 1775، والذي أصبح يُعرف باسم بوكوفينا. بالنسبة لمولدافيا، عني ذلك خسارة إقليمية مهمة وضربة كبيرة لتجارة الماشية، إذ وقعت المنطقة على طريق التجارة إلى أوروبا الوسطى.
أجبرت معاهدة جاسي عام 1792 الإمبراطورية العثمانية على التنازل عن يديسان للإمبراطورية الروسية، ما جعل الوجود الروسي أكثر بروزًا، بسبب حصول الإمبراطورية على حدود مشتركة مع مولدوفا. كان التنازل عن النصف الشرقي من مولدافيا (أعيدت تسميته باسم بيسارابيا) إلى الإمبراطورية الروسية في عام 1812 هو أول تأثير لهذا الوجود.

### القانون التأسيسي، ثورة 1848
انتهى حكم يونانيو الفنار رسميًا بعد احتلال ألكسندروس يبسيلانتيس زعيم المجتمع الودي للبلاد عام 1821 خلال حرب الاستقلال اليونانية؛ ثم أدى الانتقام العثماني اللاحق إلى حكم إيوان ستورزا، الذي اعتبر أول حكام النظام الجديد، إذ اتفق العثمانيون والروس في عام 1826 على السماح بانتخاب السكان المحليين حكام إمارتي الدانوب، وأجمعوا على تفويضهم لمدة سبع سنوات. عمليًا، أنشئ أساس جديد للحكم في مولدوفا بسبب الحرب الروسية التركية (1828-1829)، الذي بدأ فترة هيمنة روسية على البلدين دامت حتى عام 1856. منحت الهيمنة الروسية، التي بدأت كاحتلال عسكري تحت قيادة بافل كيسيليوف، الأفلاق ومولدافيا، اللتان لم تتخلصا من السيطرة العثمانية الاسمية، نظامًا أساسيًا محدثًا (أول وثيقة شبيهة بالدستور، وأول وثيقة تتعلق بكلتا الإمارتين). وبعد عام 1829، أصبحت الدولة أيضًا وجهة مهمة لهجرة اليهود الأشكناز من مملكة غاليسيا ولودوميريا ومناطق من روسيا (انظر تاريخ اليهود في رومانيا وسوديتي).
كان حكم ميخائيل ستوردزا، أول حكم مولدوفي يقام بموجب القانون التأسيسي، متناقضًا: فقد أدخل ستوردزا إصلاحات (إلغاء العبودية، والعلمنة، وإعادة البناء الاقتصادي)، حرصًا على الحد من إساءة استخدام المنصب، ولكنه اعتبر على نطاق واسع أنه يفرض سلطته على سلطة الجمعية الاستشارية المنشأة حديثًا. نجح في إنشاء اتحاد جمركي بين مولدوفيا والأفلاق (1847)، مؤيدًا اتحاد البلدين والقومية الرومانسية الرومانية، وأظهر دعمًا للمشاريع الراديكالية التي فضلها البويار الأدنى؛ ولكن، قمع المحاولة الثورية المولدافية في الأيام الأخيرة من مارس 1848 بعنف ملحوظ. سمح غريغوري ألكساندرو غيكا للثوار المنفيين بالعودة إلى مولدافيا عام 1853 تقريبًا، ما أدى إلى إنشاء الحزب الوطني، وهي مجموعة عابرة للحدود من مؤيدي الاتحاد الراديكالي التي قامت بحملة من أجل دولة واحدة بحكم سلالة أجنبية.

## الأعلام والمعاطف التاريخية للأسلحة

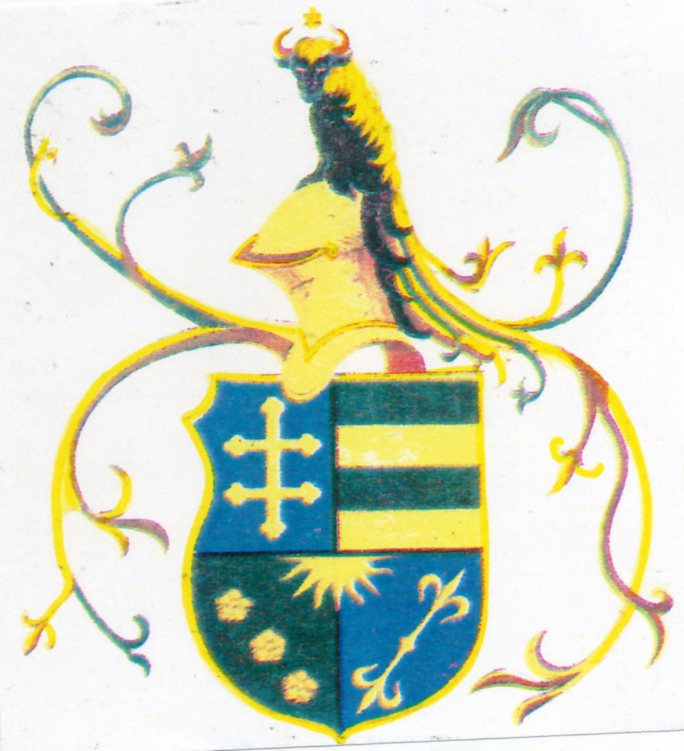
شعار النبالة للبغدان تحت الأمير ستيفن الثالث
معطف الأسلحة لستيفن الثالث من البغدان
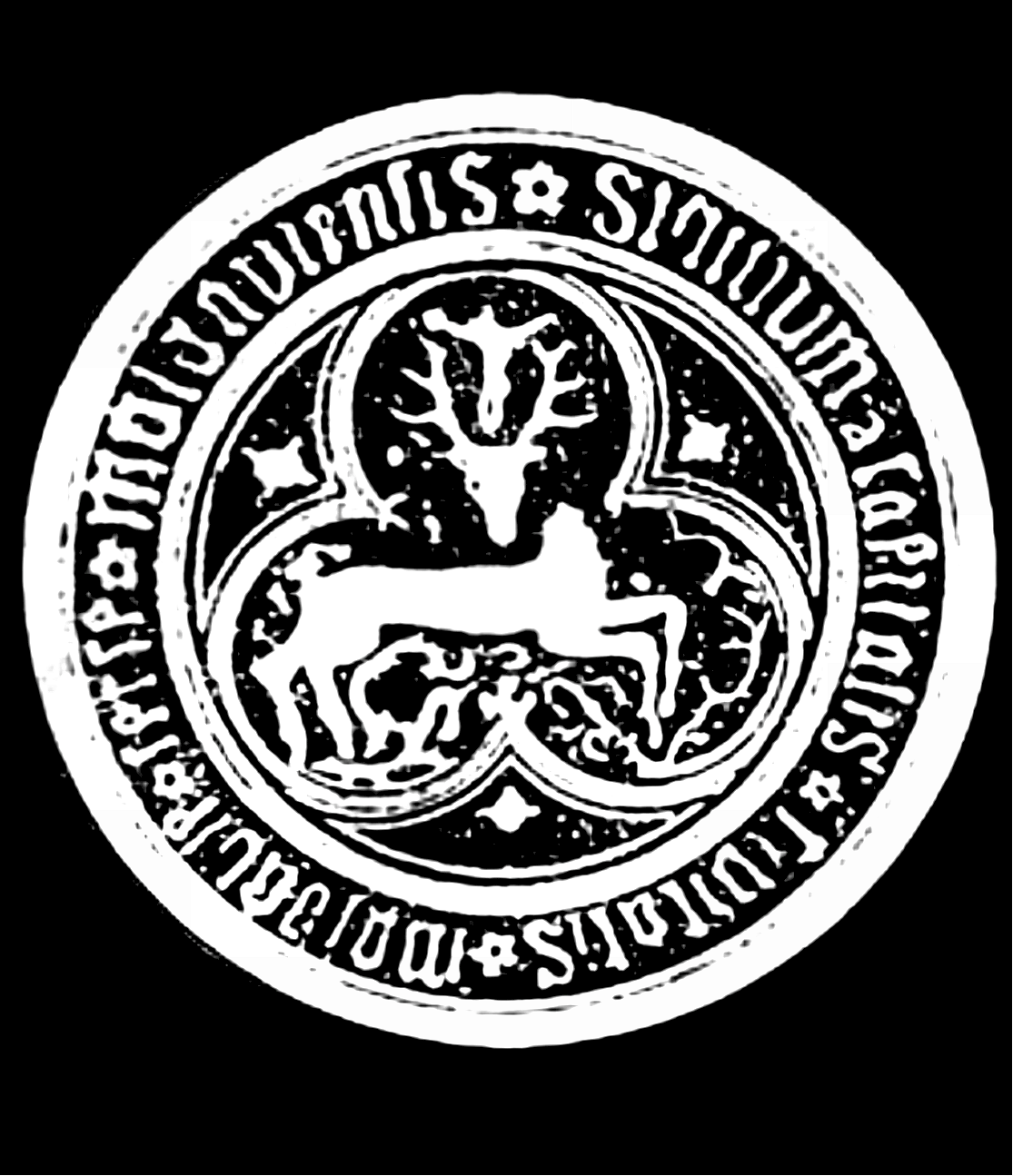
معطف الأسلحة في القرن الرابع عشر من في بايا ، أول عاصمة للبغدان
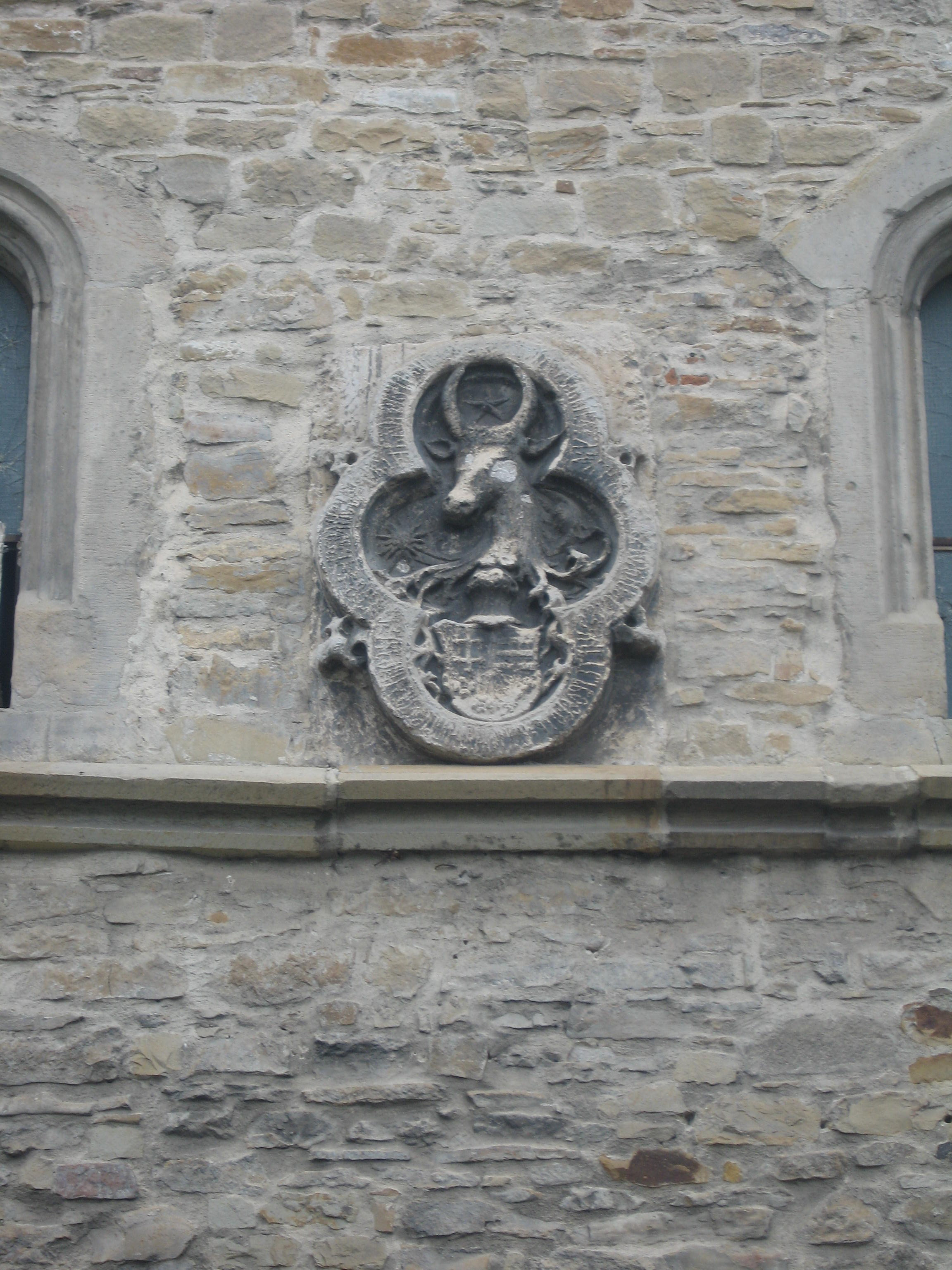
شعار النبالة لإمارة البغدان على جدران كنيسة القديس ديمتريوس في سوسيفا
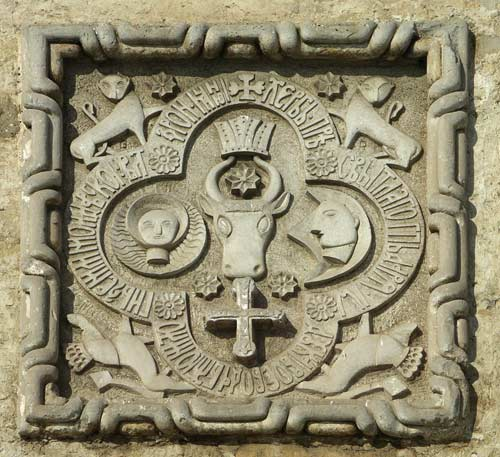
شعار النبالة لإمارة البغدان، في دير سيتويا  [لغات أخرى]‏ في إياجي
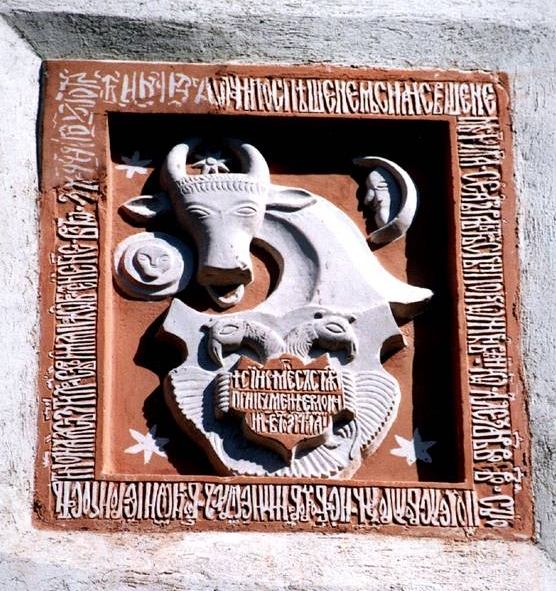
معطف من الأسلحة في القرن السادس عشر للبغدان في عهد ألكساندرو لوبوينانو  [لغات أخرى]‏ ، على أحد الجدران من دير سلاتينا
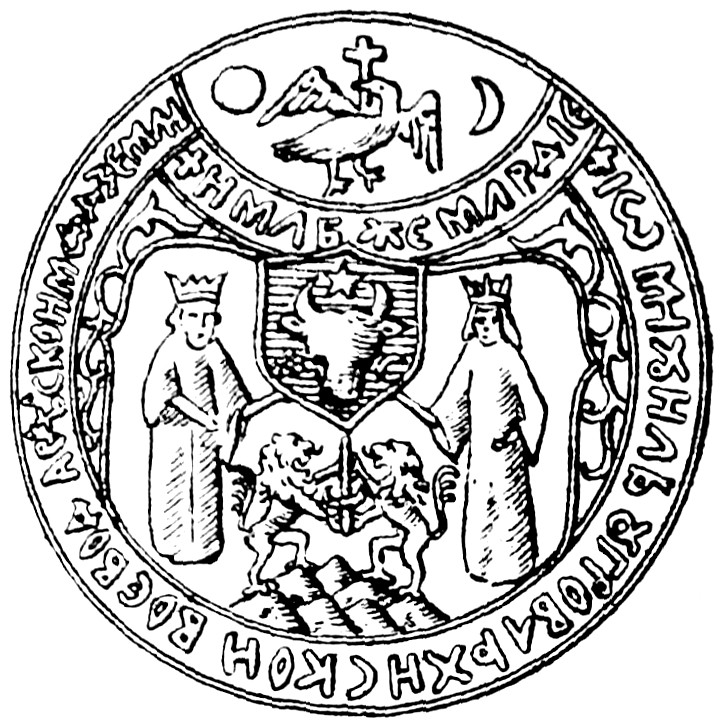
خاتم مايكل الشجاع (يظهر أحضان والاشيا والبغدان وترانسيلفانيا )
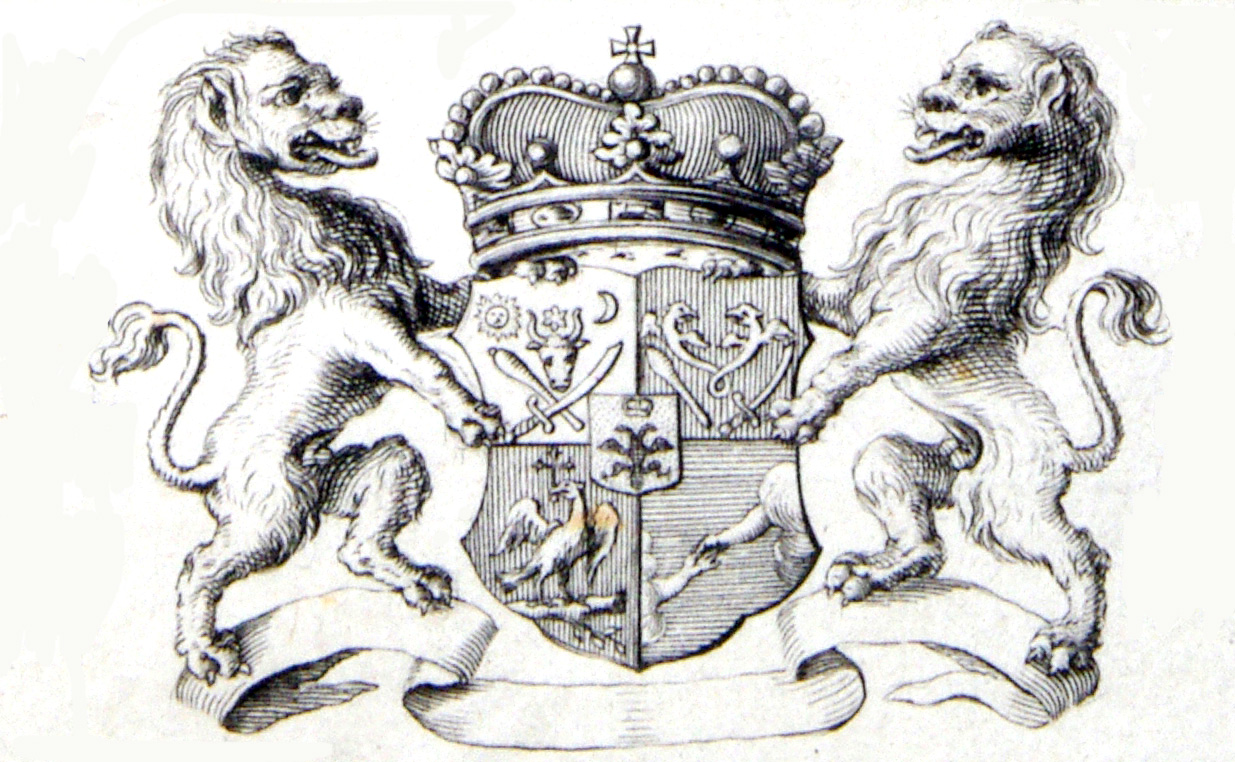
معطف من الأسلحة من ديميتري Cantemir
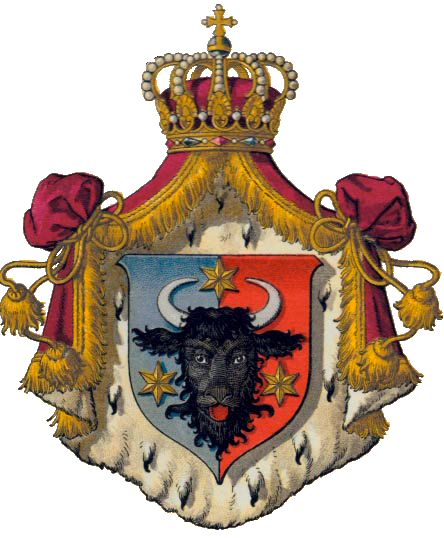
المعطف التاريخي للأذرع لدوقية بوكوفينا  [لغات أخرى]‏
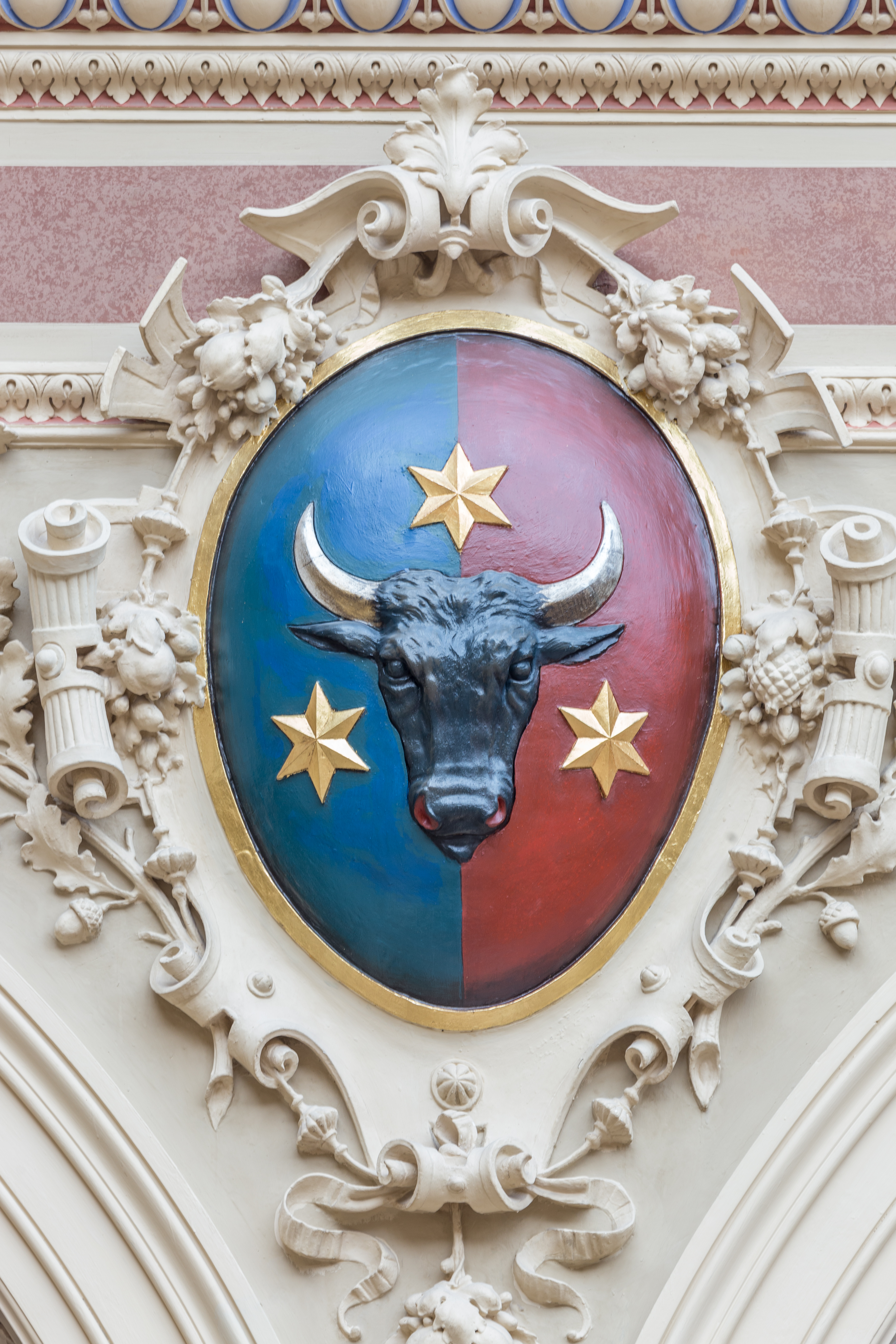
معطف من دوقية بوكوفينا معروضًا في قصر العدل في فيينا ، النمسا
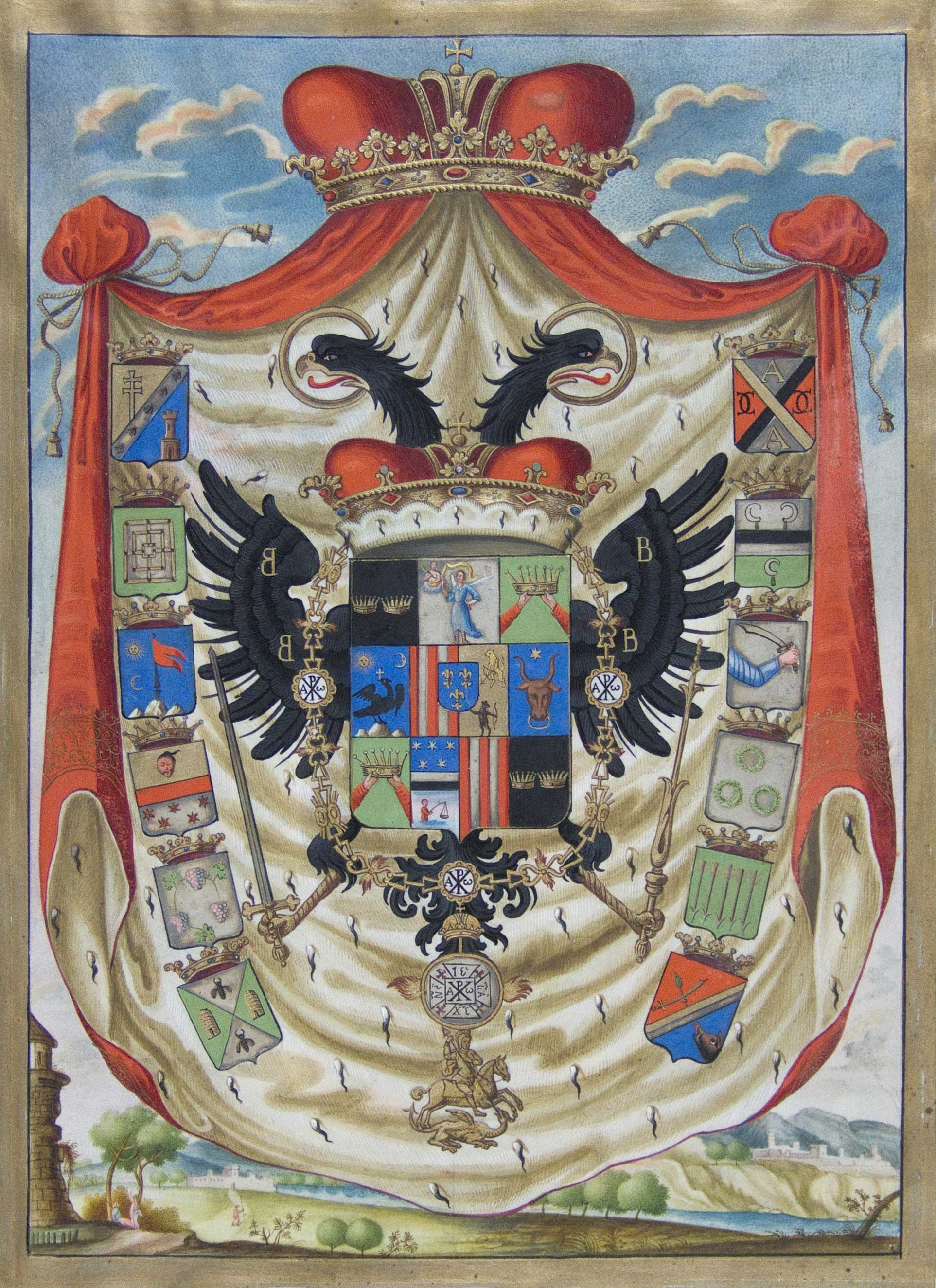
معطف الأسرة Cantacuzino  [لغات أخرى]‏ من الأسلحة
معطف عائلة موروزي  [لغات أخرى]‏ من الأسلحة
معطف Sturdza الأسرة  [لغات أخرى]‏ من الأسلحة
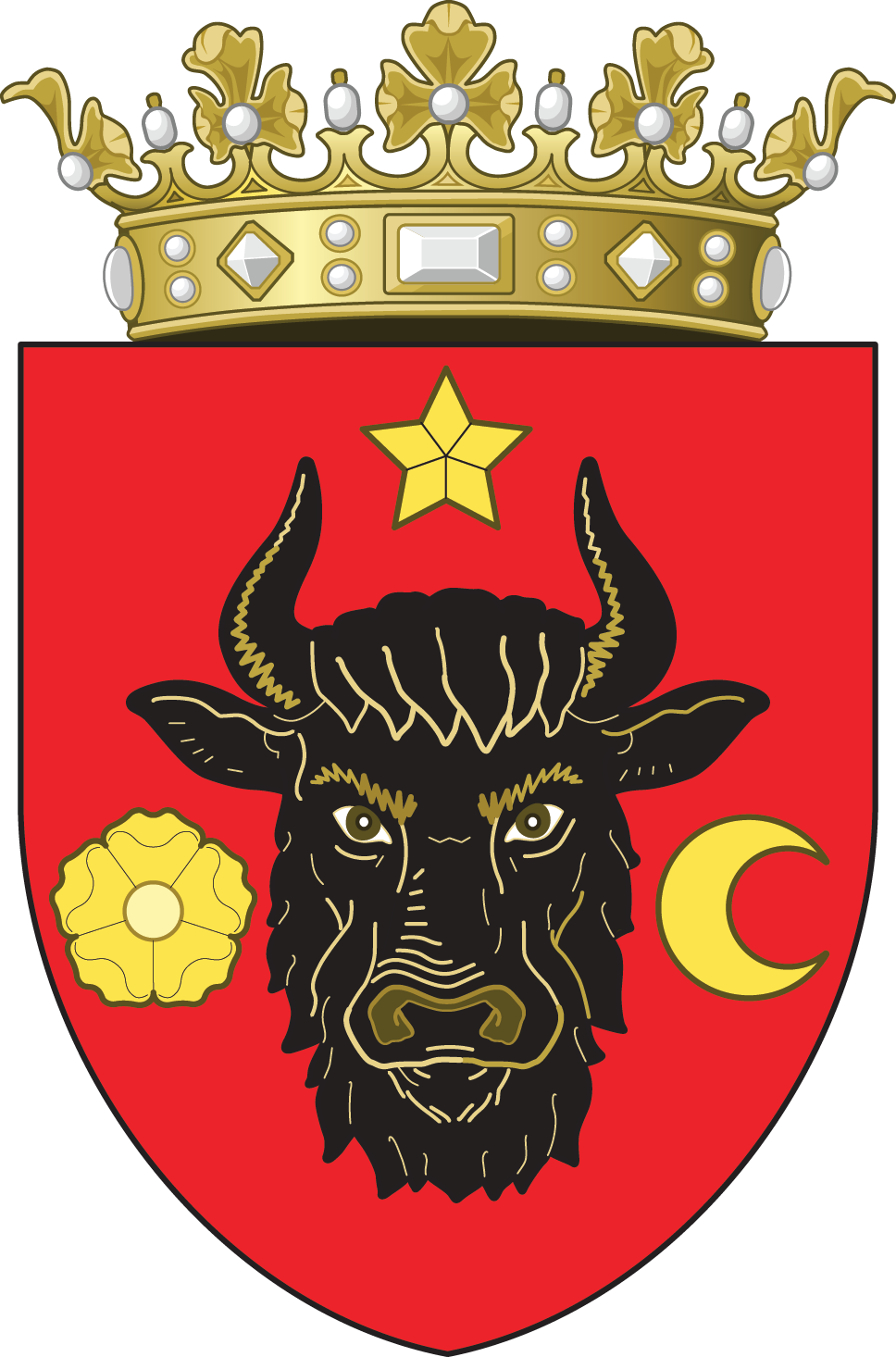
شعار النبالة لإمارة البغدان (تصوير القرن التاسع عشر)
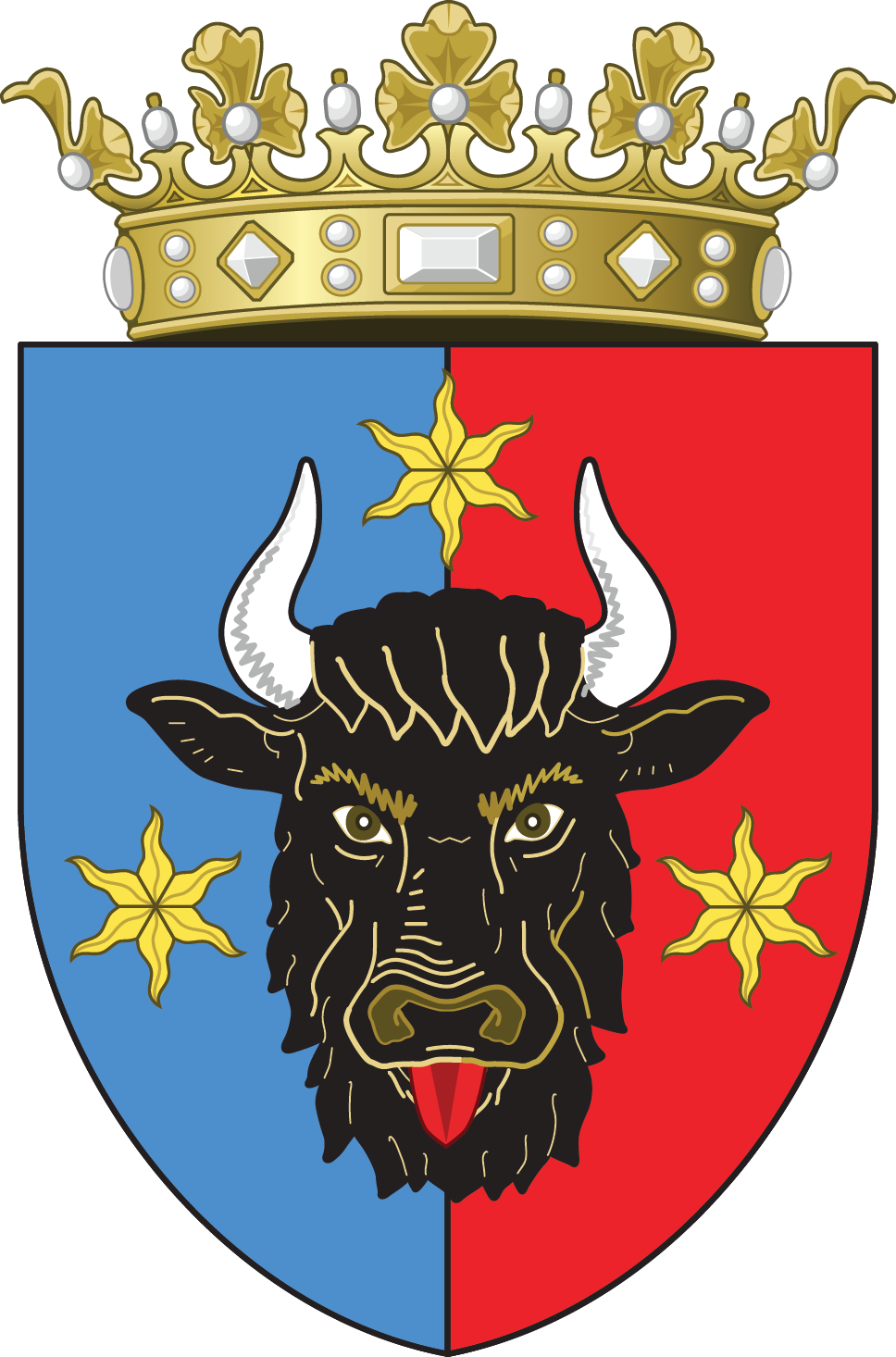
معطف من الأسلحة من بوكوفينا
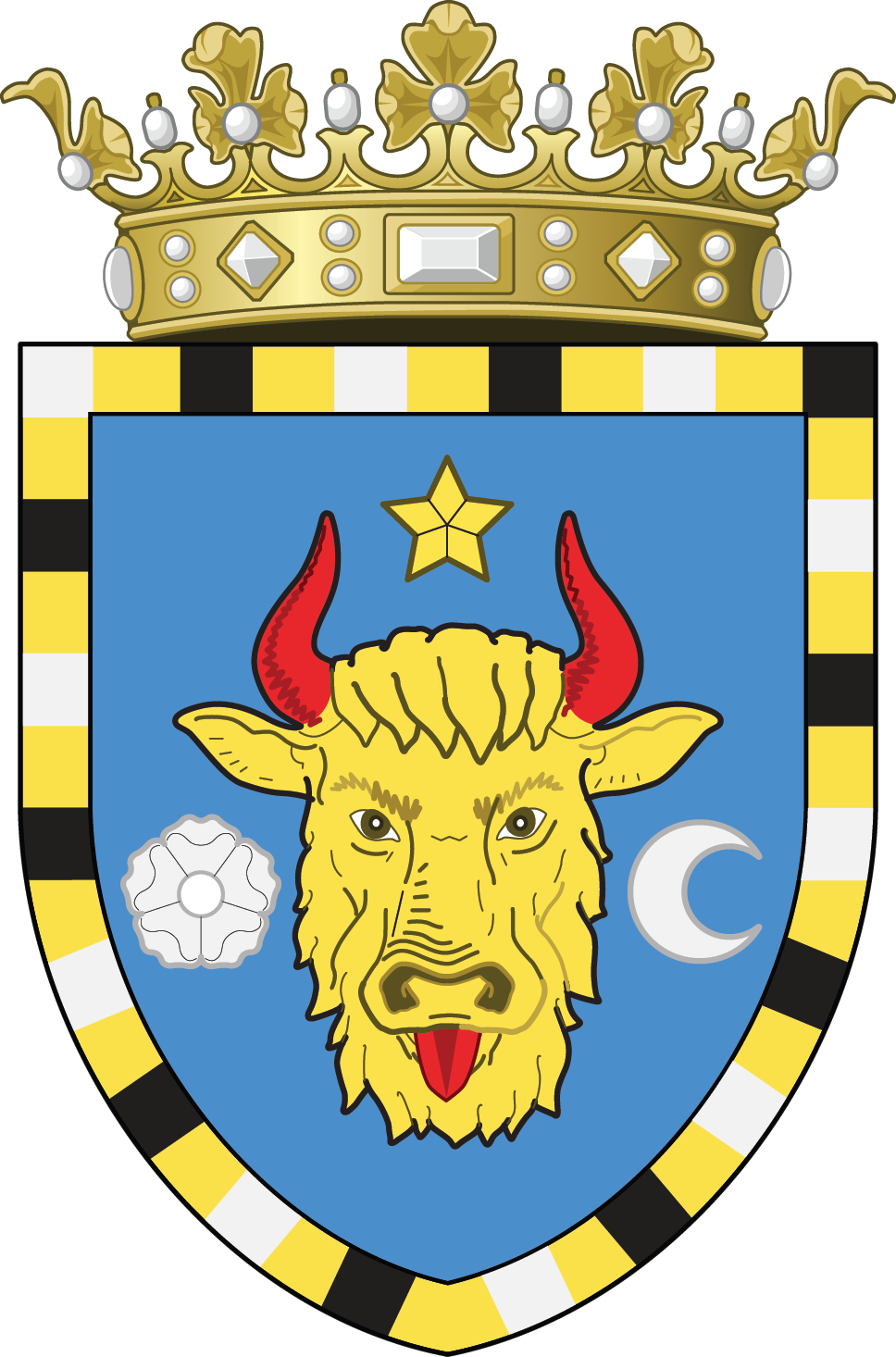
معطف من الأسلحة من Bessarabia
علم جمهورية البغدان الديمقراطية  [لغات أخرى]‏ (1917-1918)
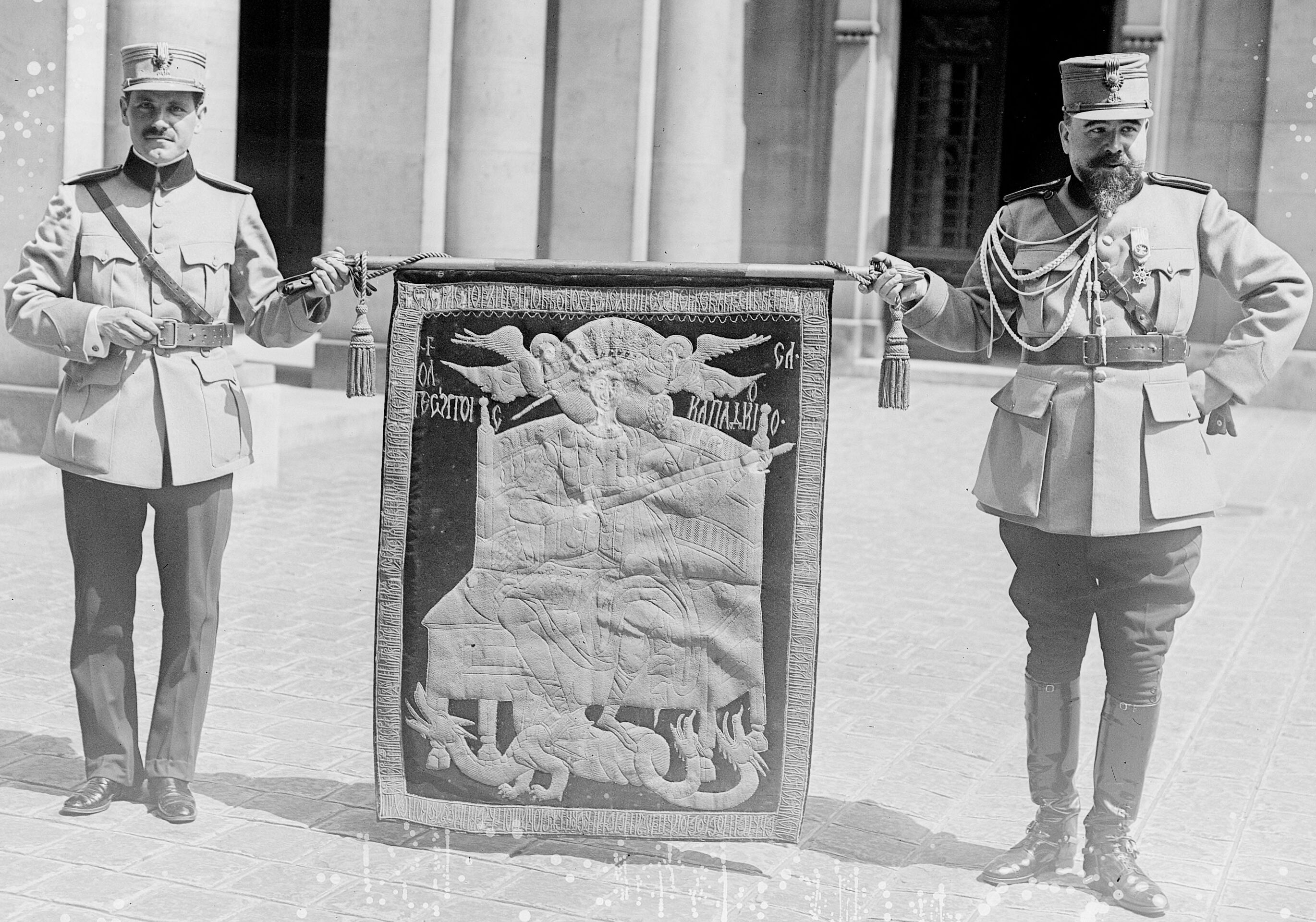
علم البغدان الذي يرجع تاريخه إلى العصور الوسطى ، والذي كان يحمله جنديان رومانيان في سوربون ، باريس ، فرنسا

## المدن
أكبر المدن (حسب آخر تعداد) والمناطق الحضرية في منطقة البغدان هي:
- مولدوفا:
  - كيشيناو - 532,513 (662,836 في منطقة العاصمة)
  - BALTI - 97930 (102457)
  - تيغينا (بندر) - 91,882
- رومانيا:
  - ياشي - 290422 (465477 في منطقة العاصمة) - عاصمة البغدان بين 1564-1859
  - Galați - 249,432 (323,563)
  - باكاو - 144307 (223,239)
  - بوتوشاني : 106,847 (144,617)
  - سوسيفا - 92121 (144100) - عاصمة البغدان بين 1388-1564
  - بياترا نيامي - 85,055 (131,334)
  - فوكساني - 79315 (125699)
- أوكرانيا:
  - تشيرنيفتسي (سيرنوجي) - 240600
  - إسماعيل (إسماعيل) - 84,815

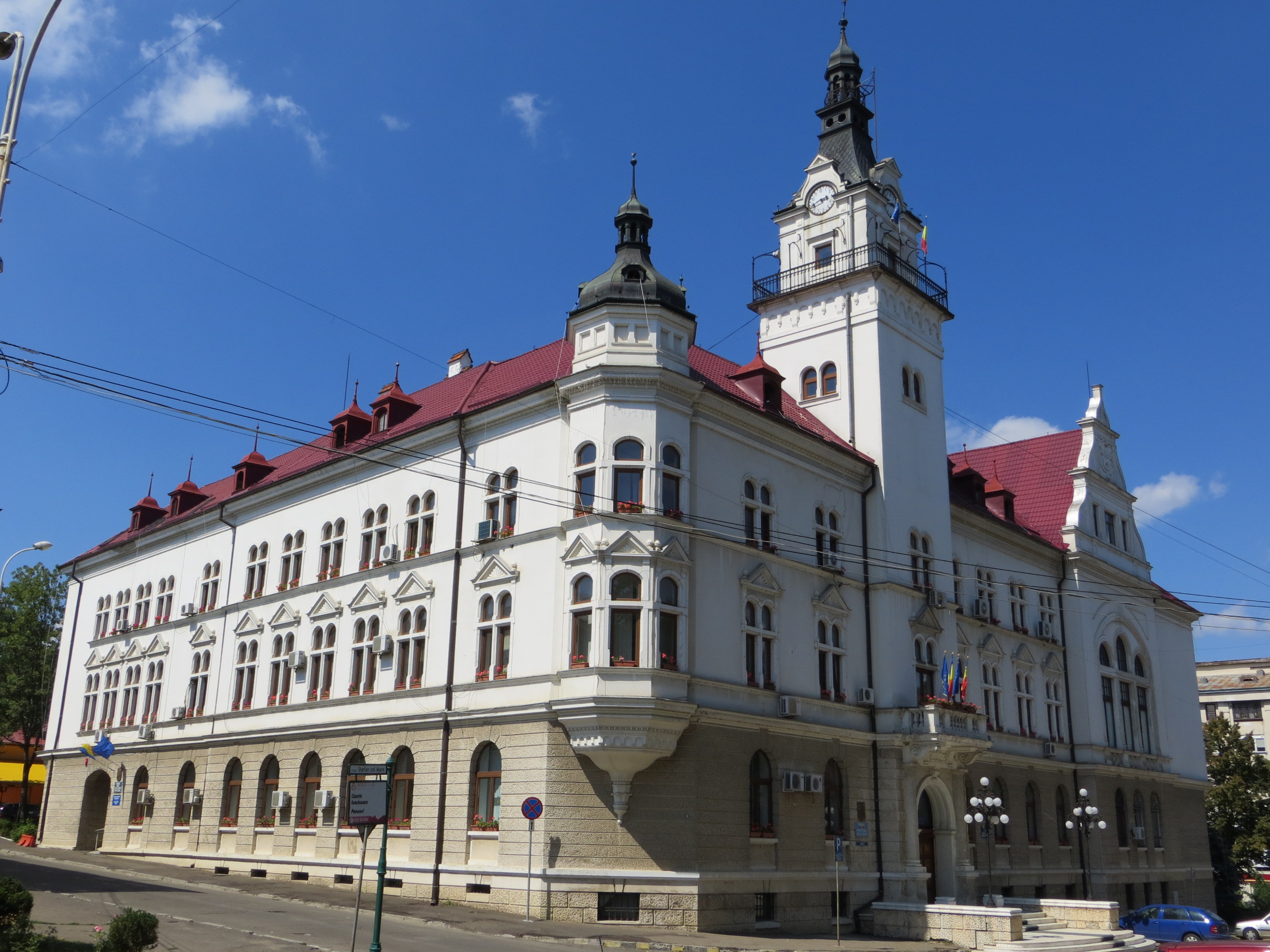
سوسيفا
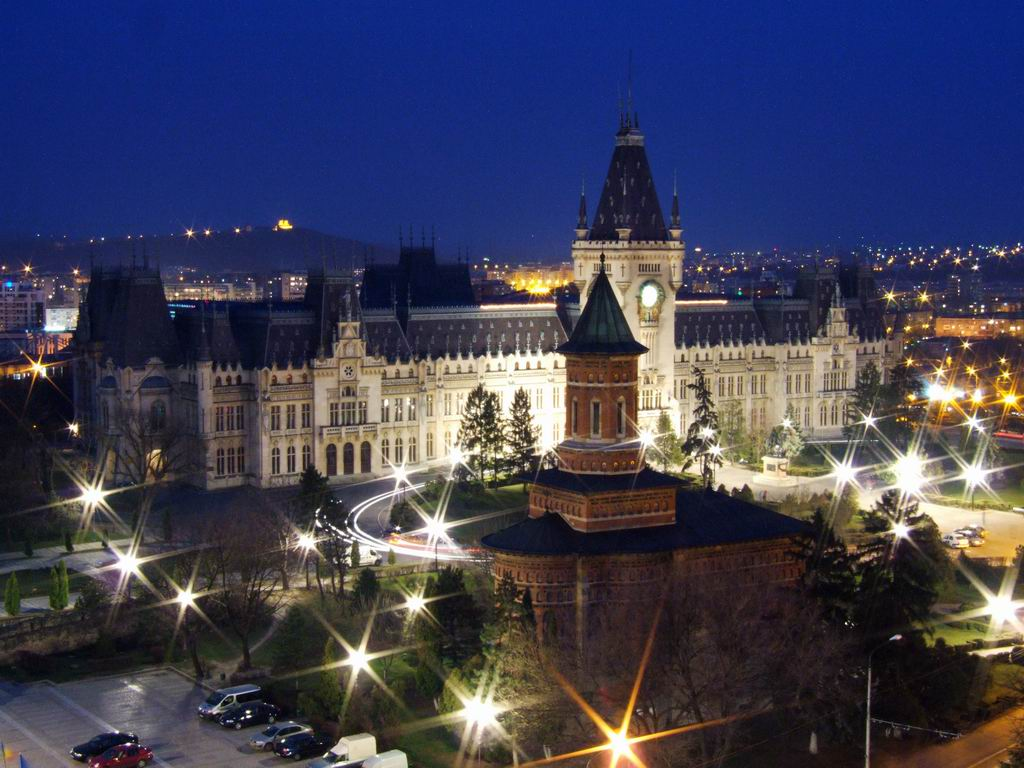
ياشي
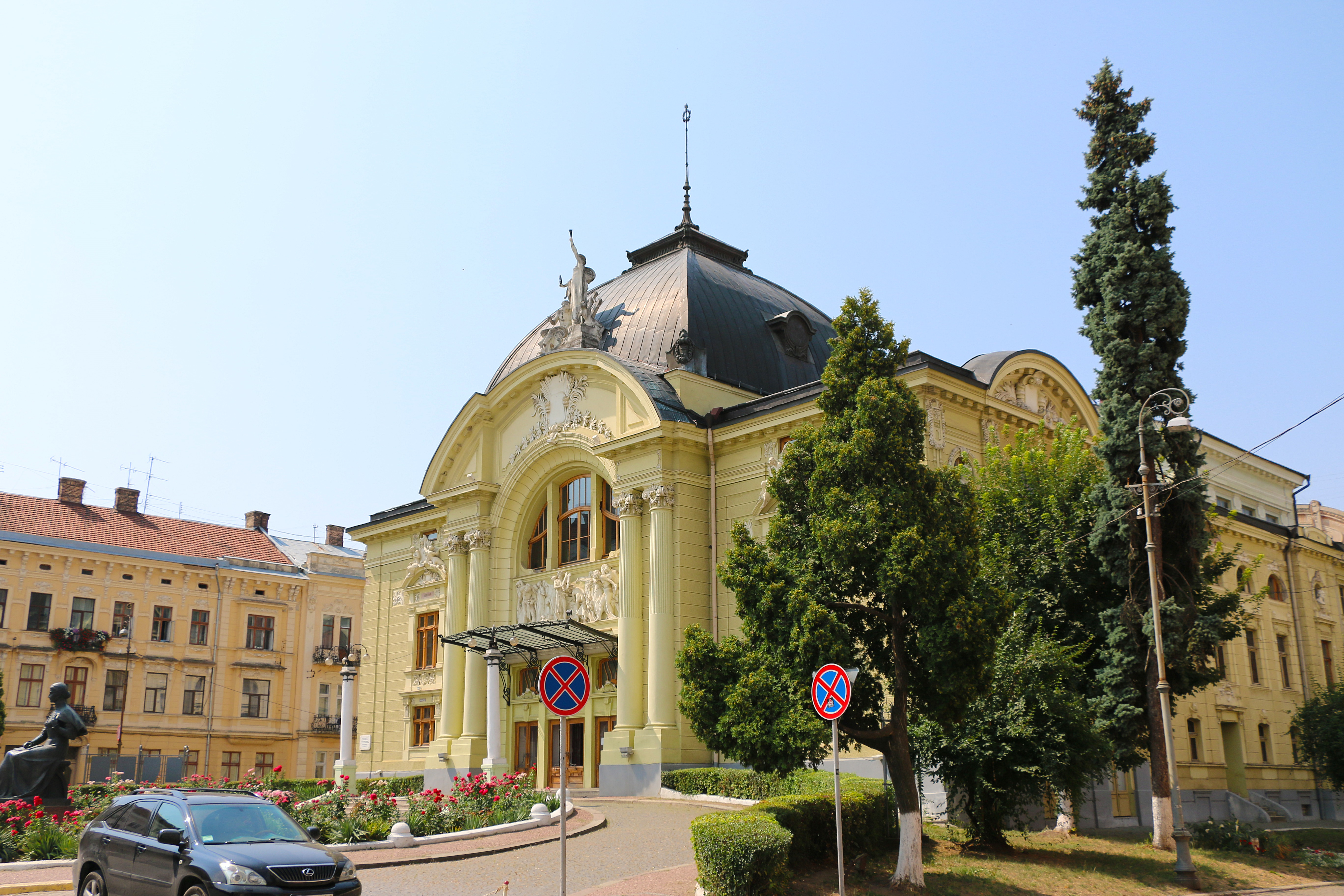
سيرنوزي ( (بالأوكرانية: Chernivtsi) : تشيرنيفتسي
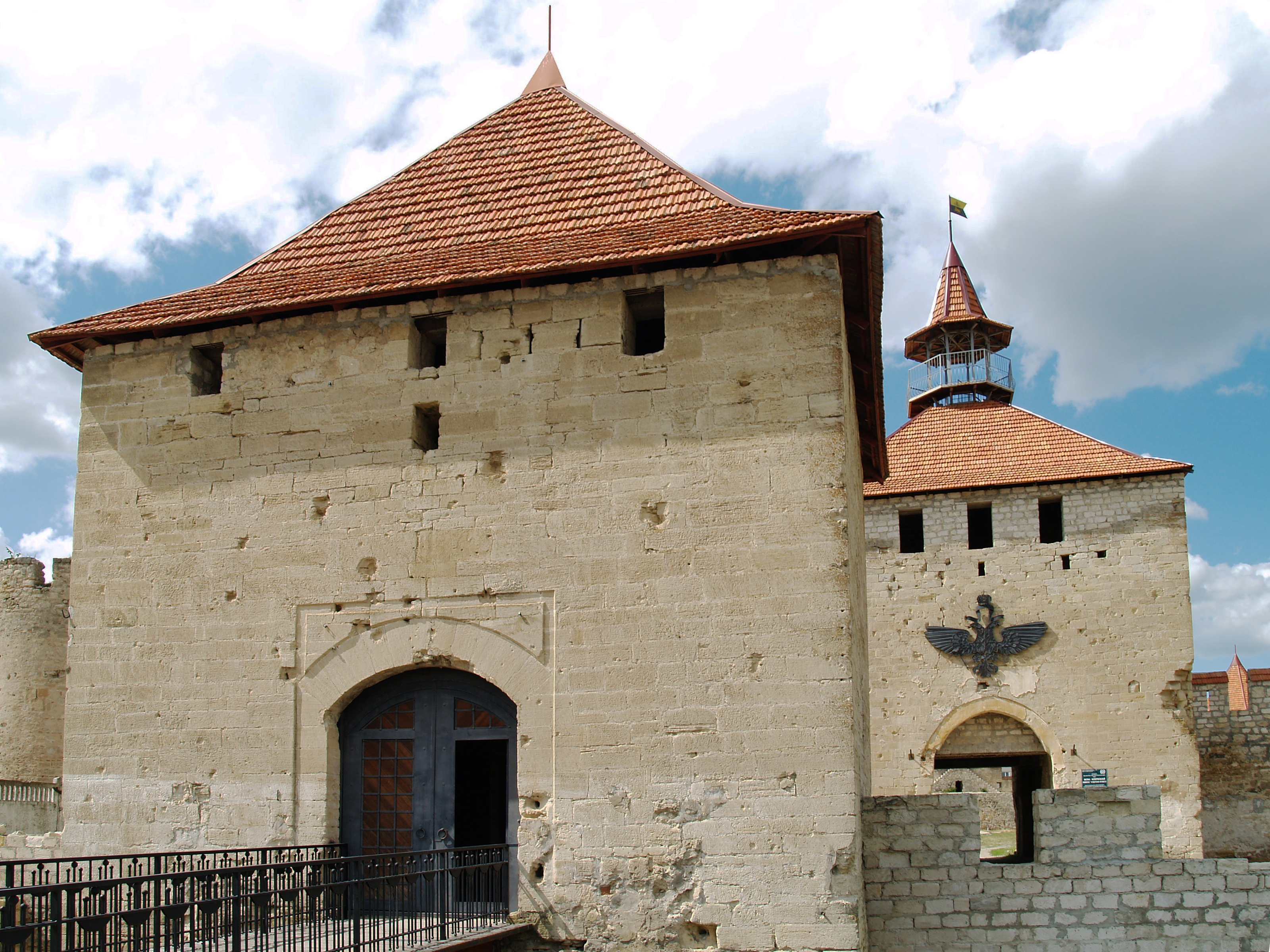
تيغينا (بندر)
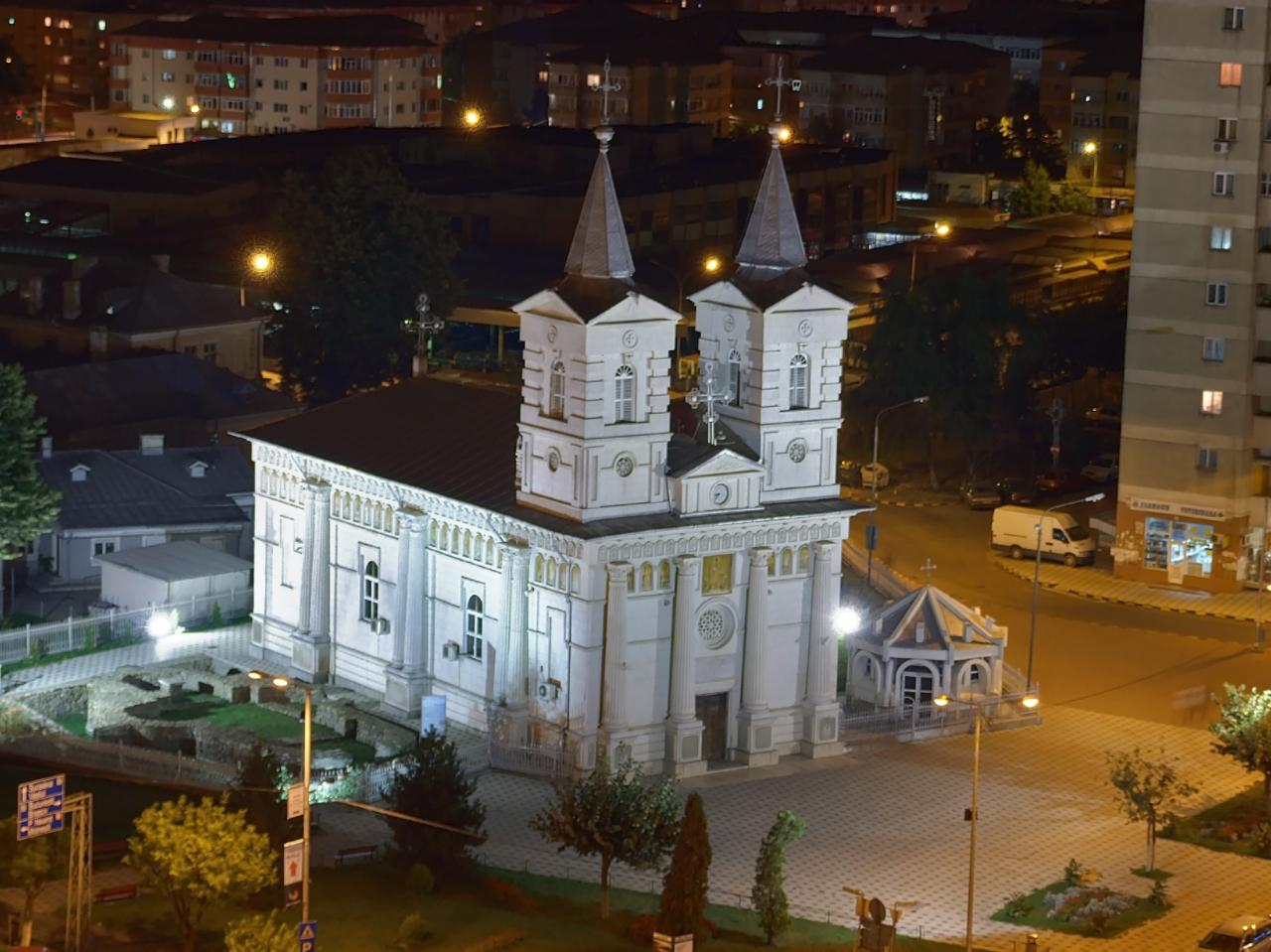
باكاو
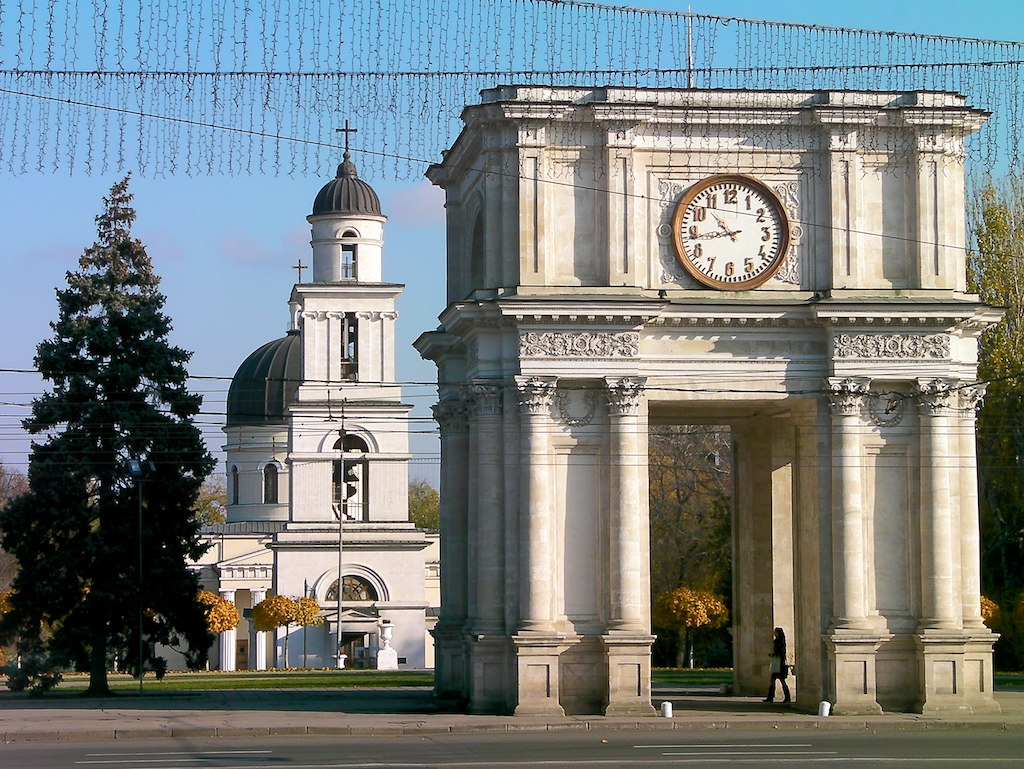
كيشيناو
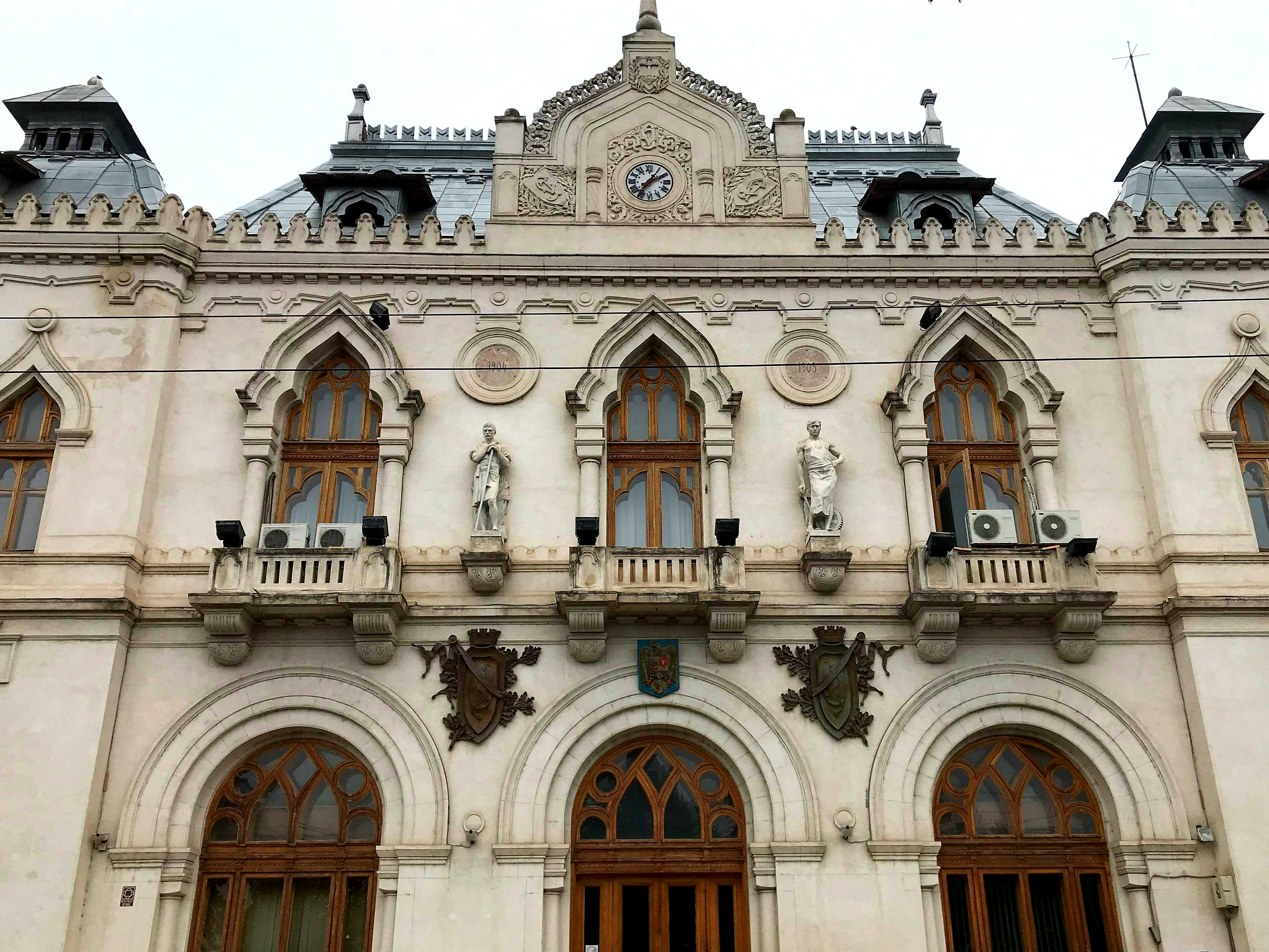
جالاتي
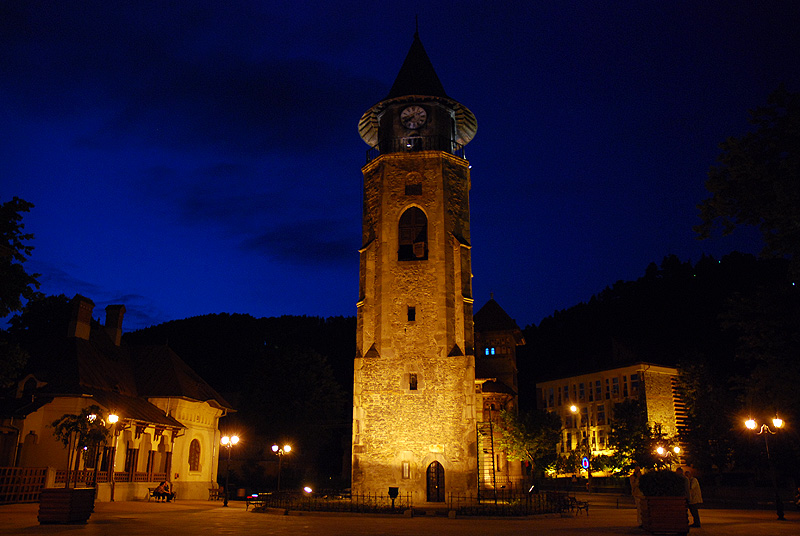
بياترا نيامو
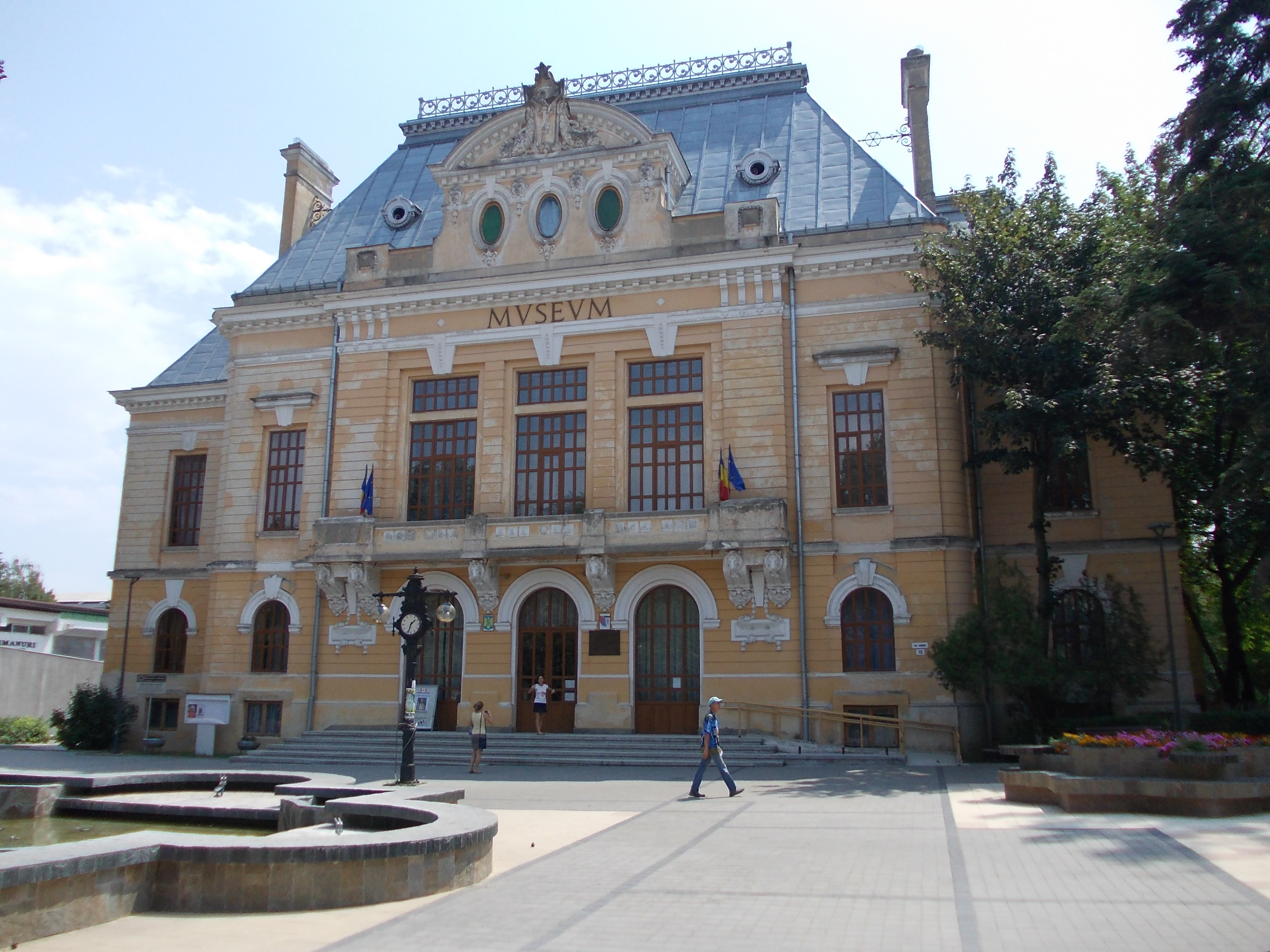
بوتوساني
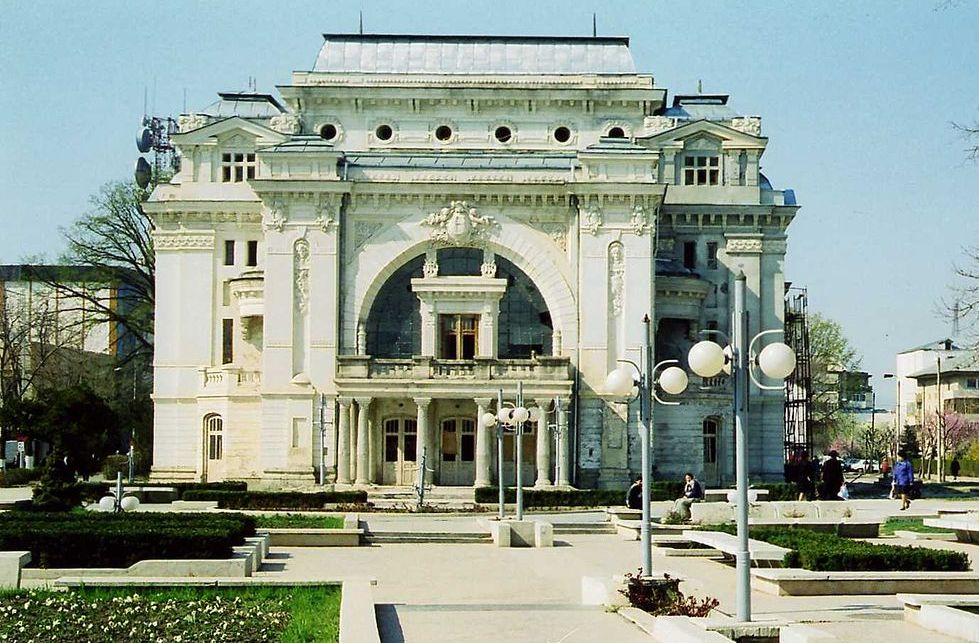
فوكساني
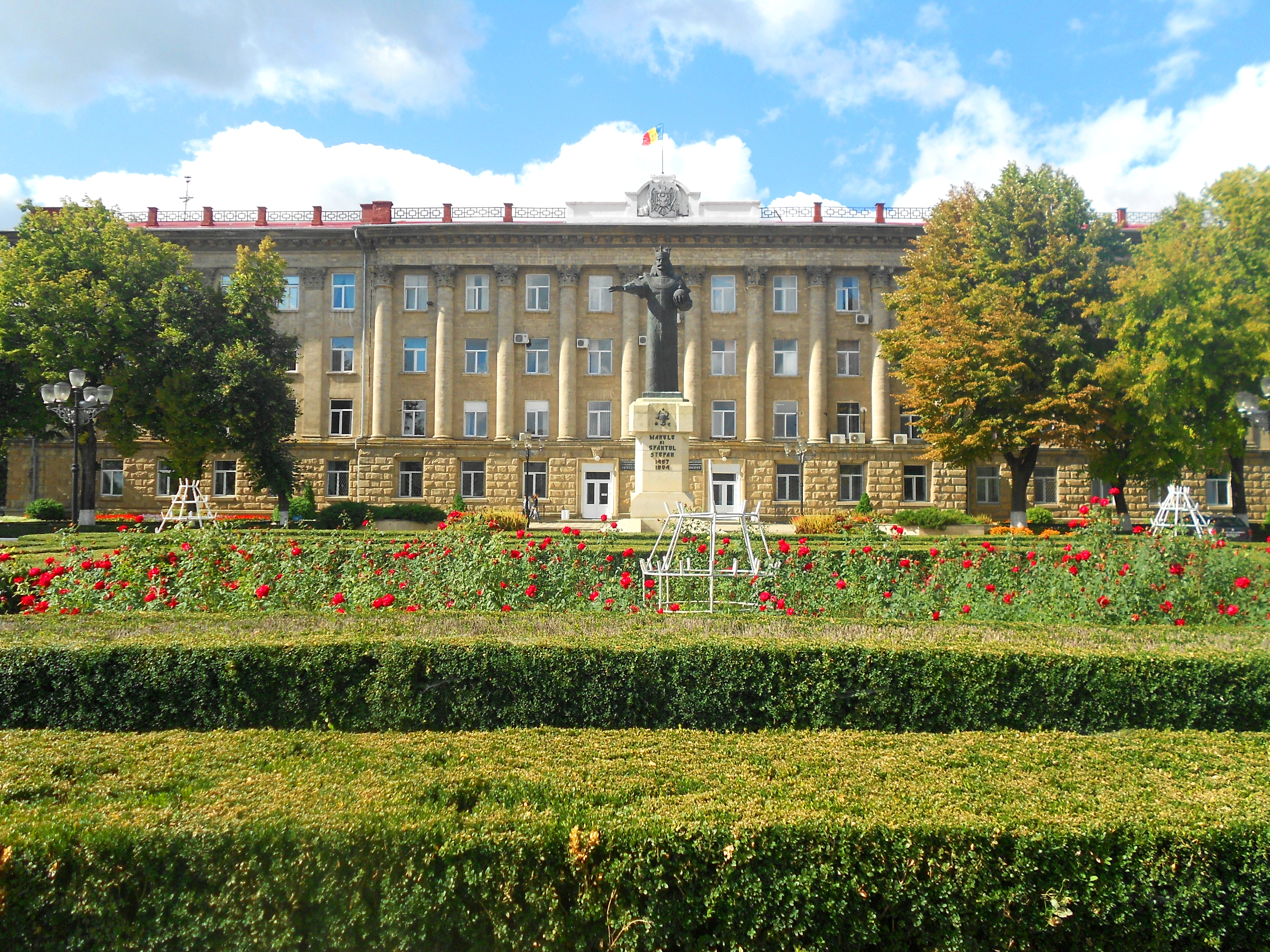
بالتي
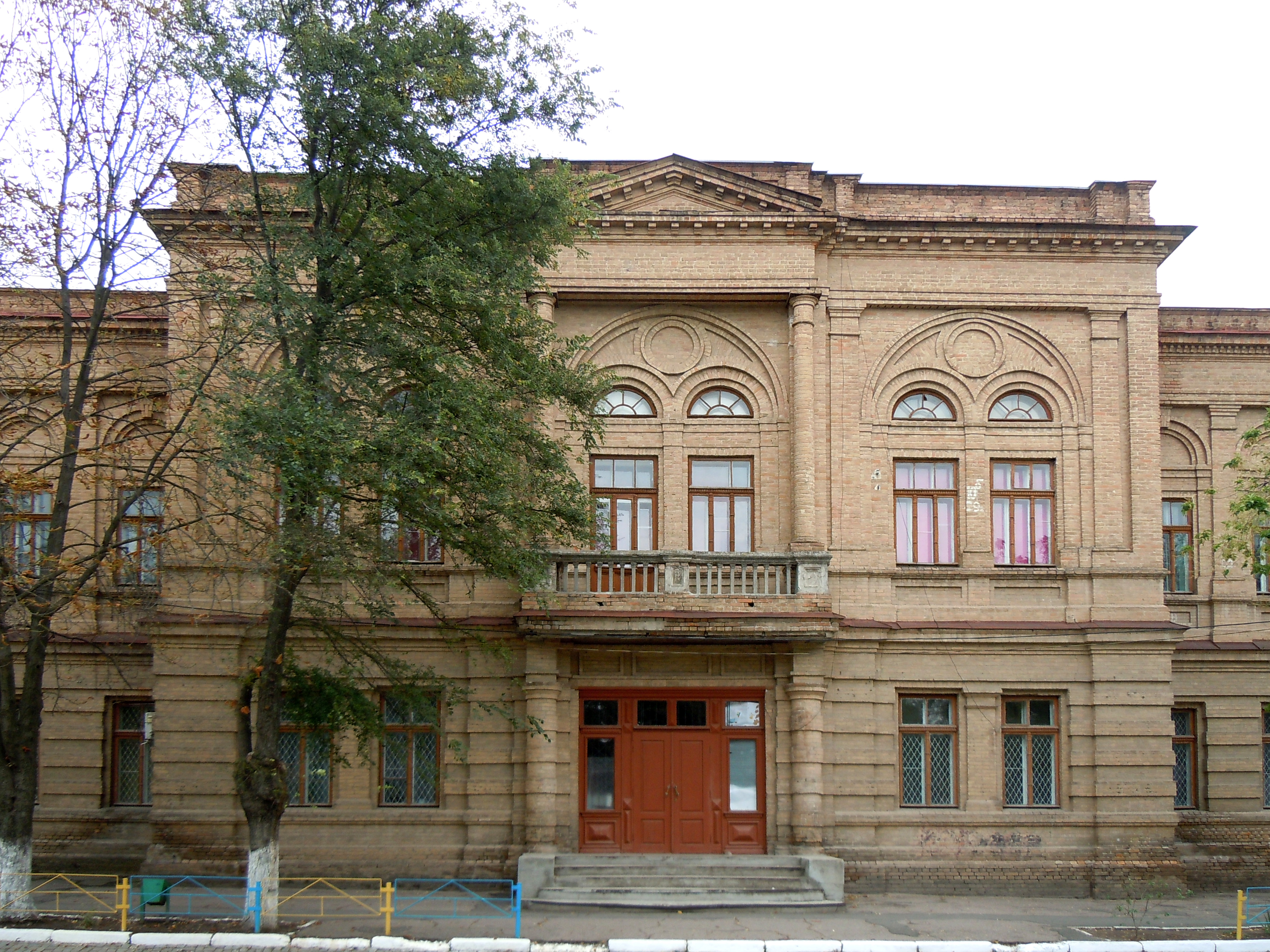
إزماييل

### الأدب
- كازانيا لوي فارلام
- وصف البغدان
- وقائع هورو
- جريجور يوريشي
- ميرون كوستين
- نيكولاي كوستين
- ايون نيكولسي
- ديميتري كانتيمير
- جورجي أساتشي

### هندسة معمارية
- نمط المولدافية
- مواقع التراث العالمي :
  - كنائس البغدان
  - مسكن بوكوفينيان ودالمايان
  - Rudi Geodetic Point (كجزء من قوس ستروف الجيوديسي)
  - قائمة مؤقتة:
    - دير نيامو
    - دير تري إيراري
    - المشهد الثقافي Orheiul Vechi (Orhei القديمة)
    - تربل كرنوزم النموذجي في بالتي السهوب
    - غابة Slătioara العلمانية

## معرض الصور

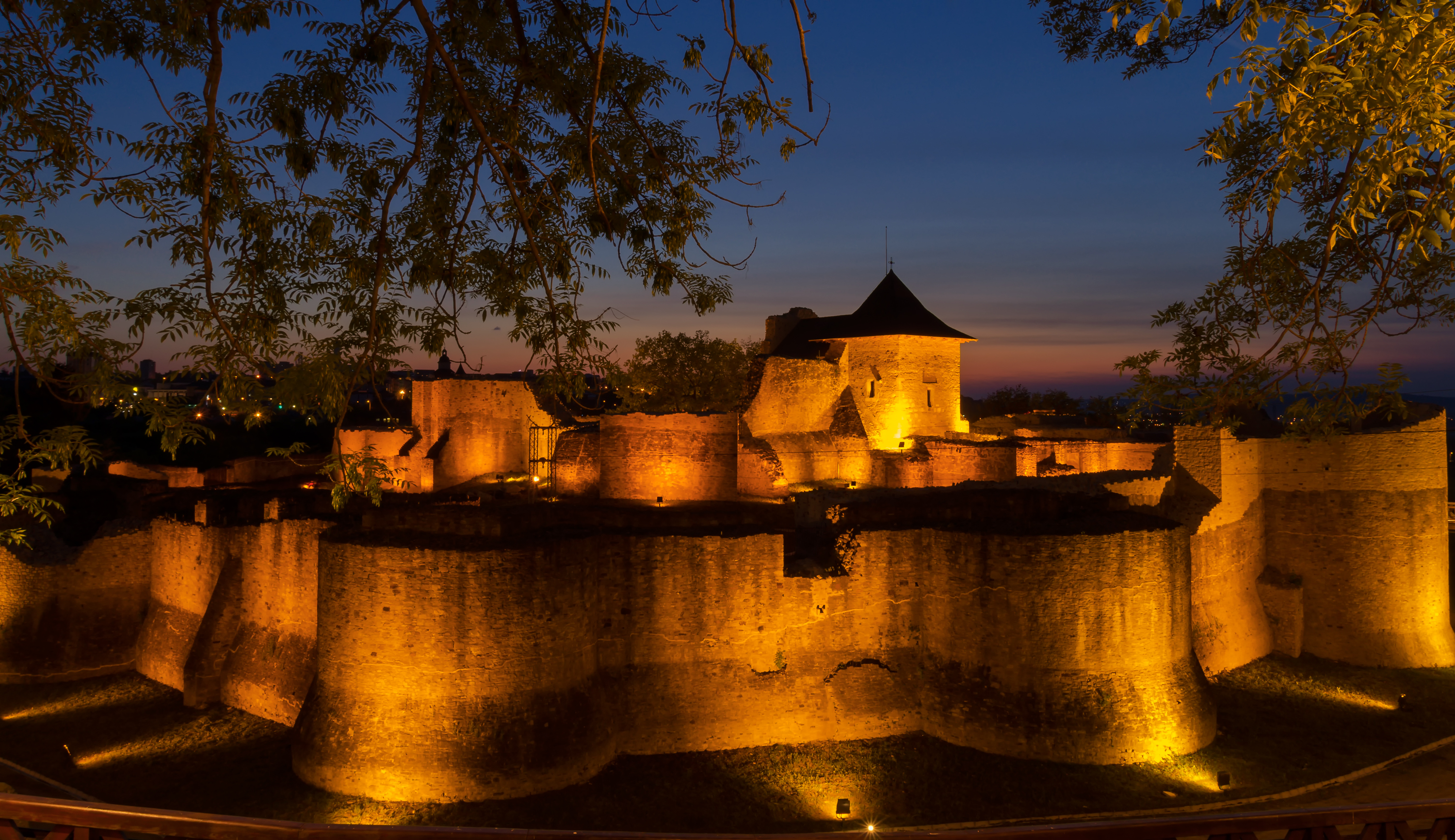
منظر بانورامي لحصن مقعد سوسيفا
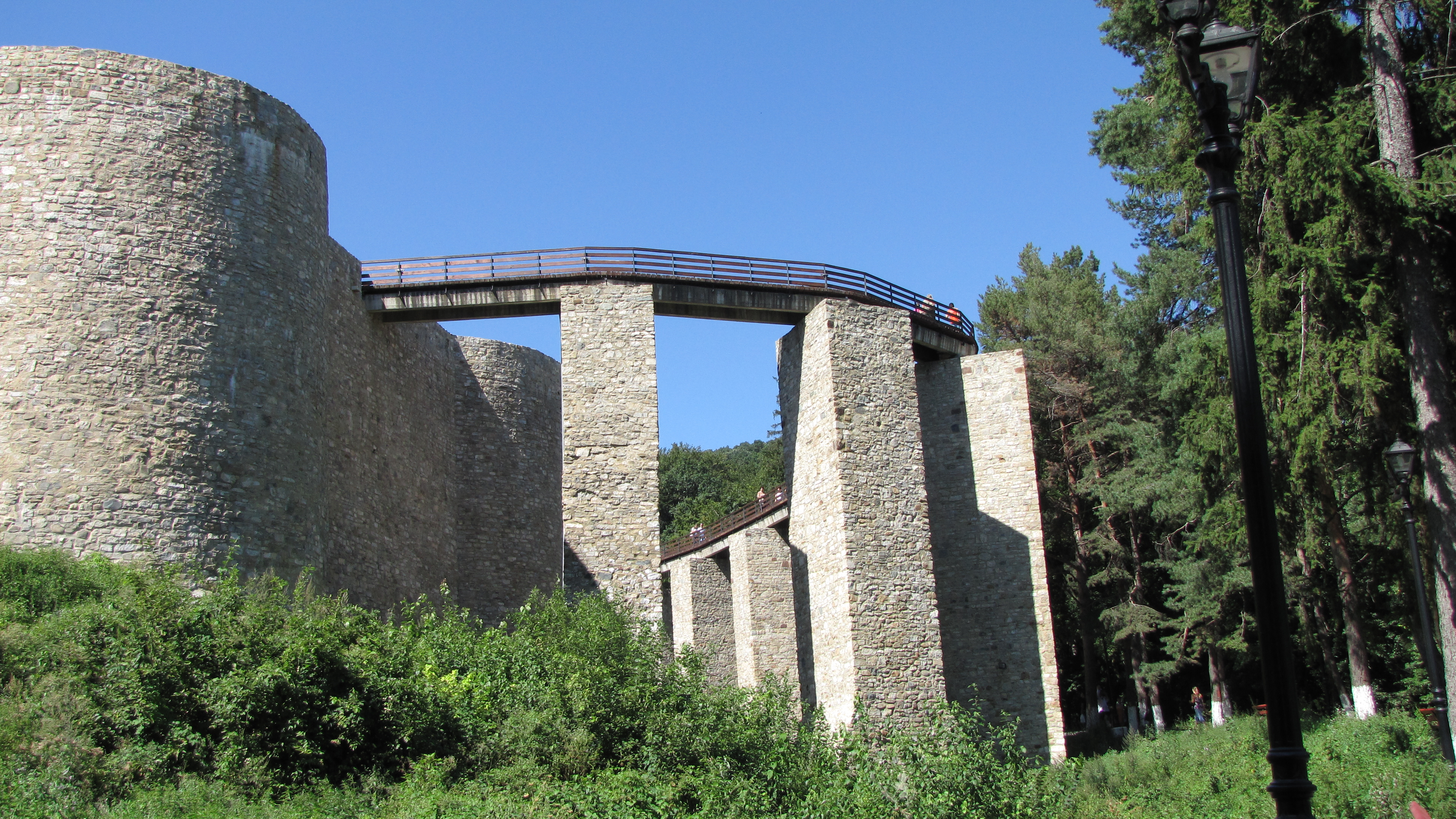
قلعة Neam.
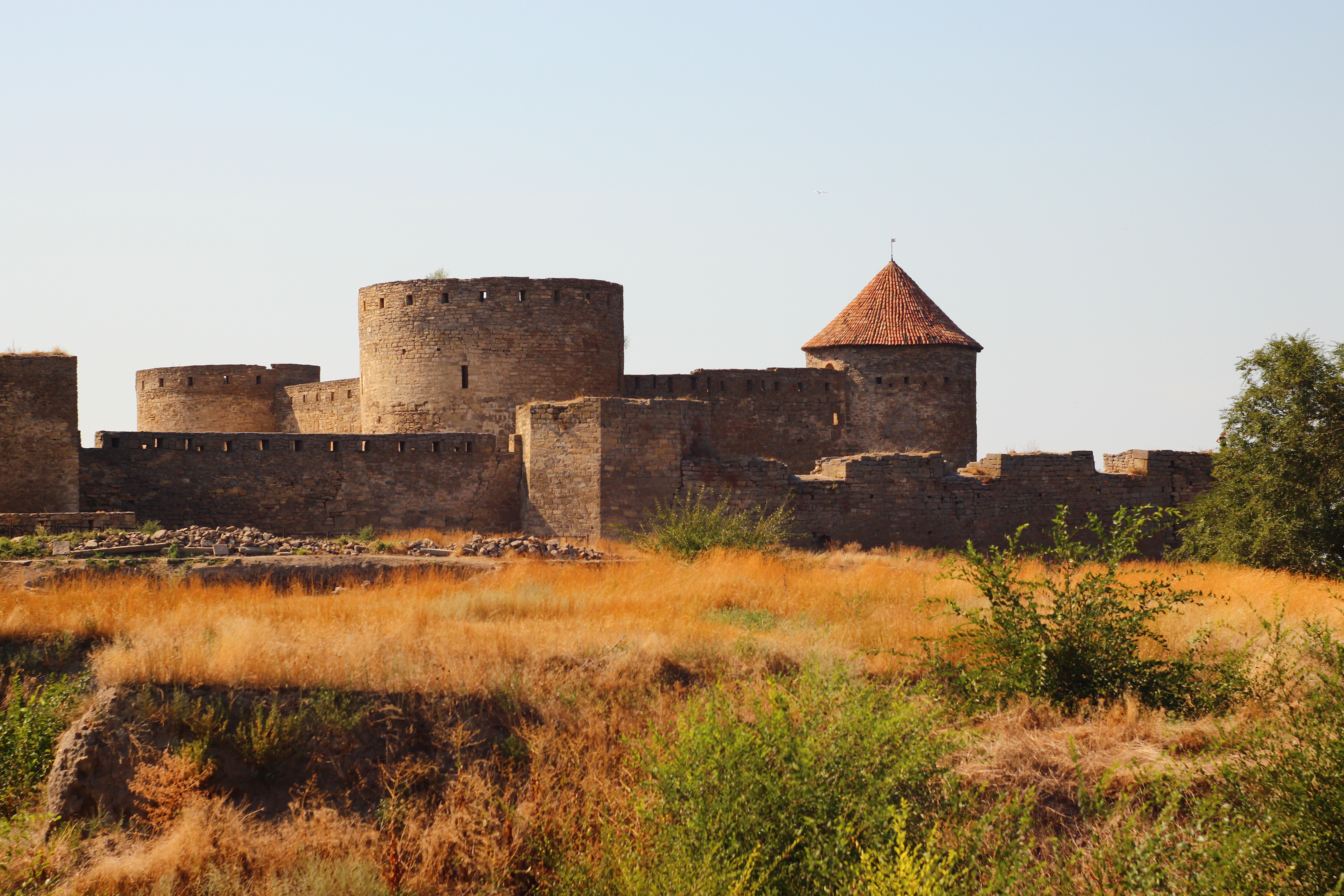
قلعة بيلهورود دنيستروفسكيي ، عند ملتقى دنيستر والبحر الأسود
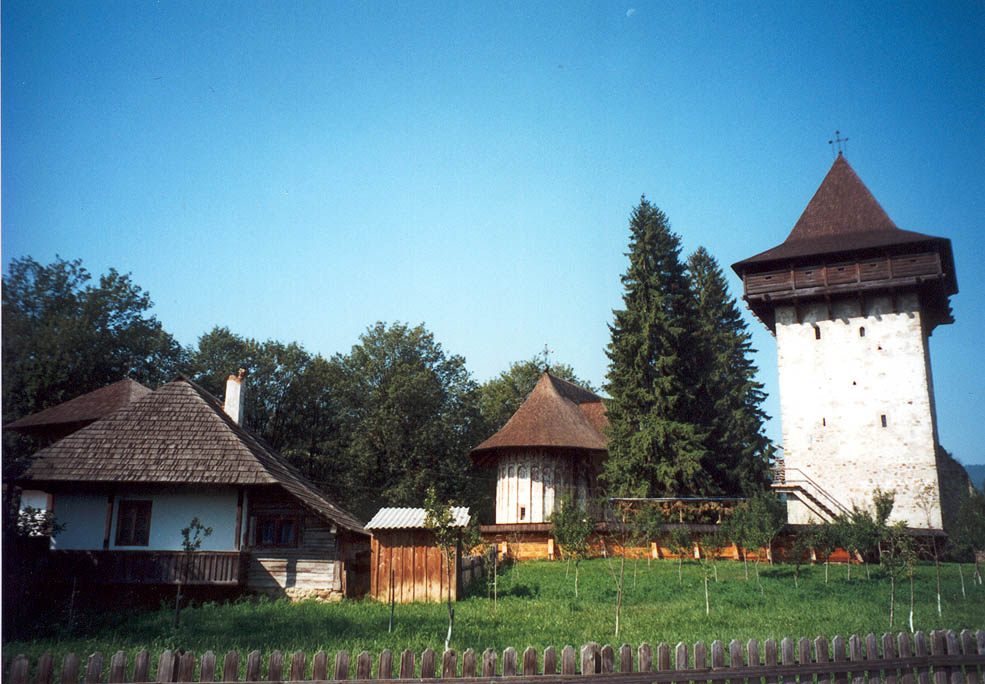
دير الفكاهة  [لغات أخرى]‏ (1415)
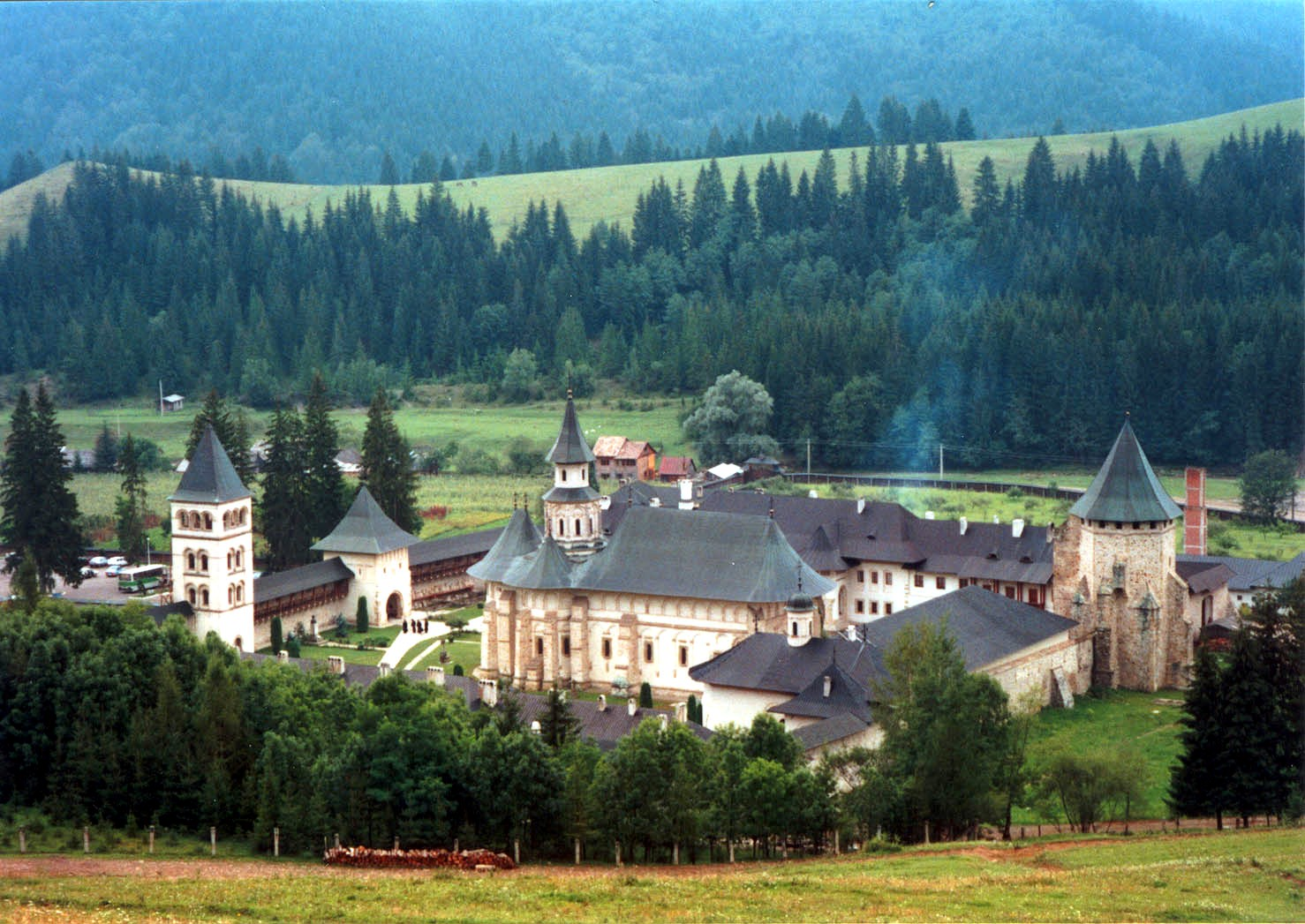
دير بوتنا  [لغات أخرى]‏ (1466)
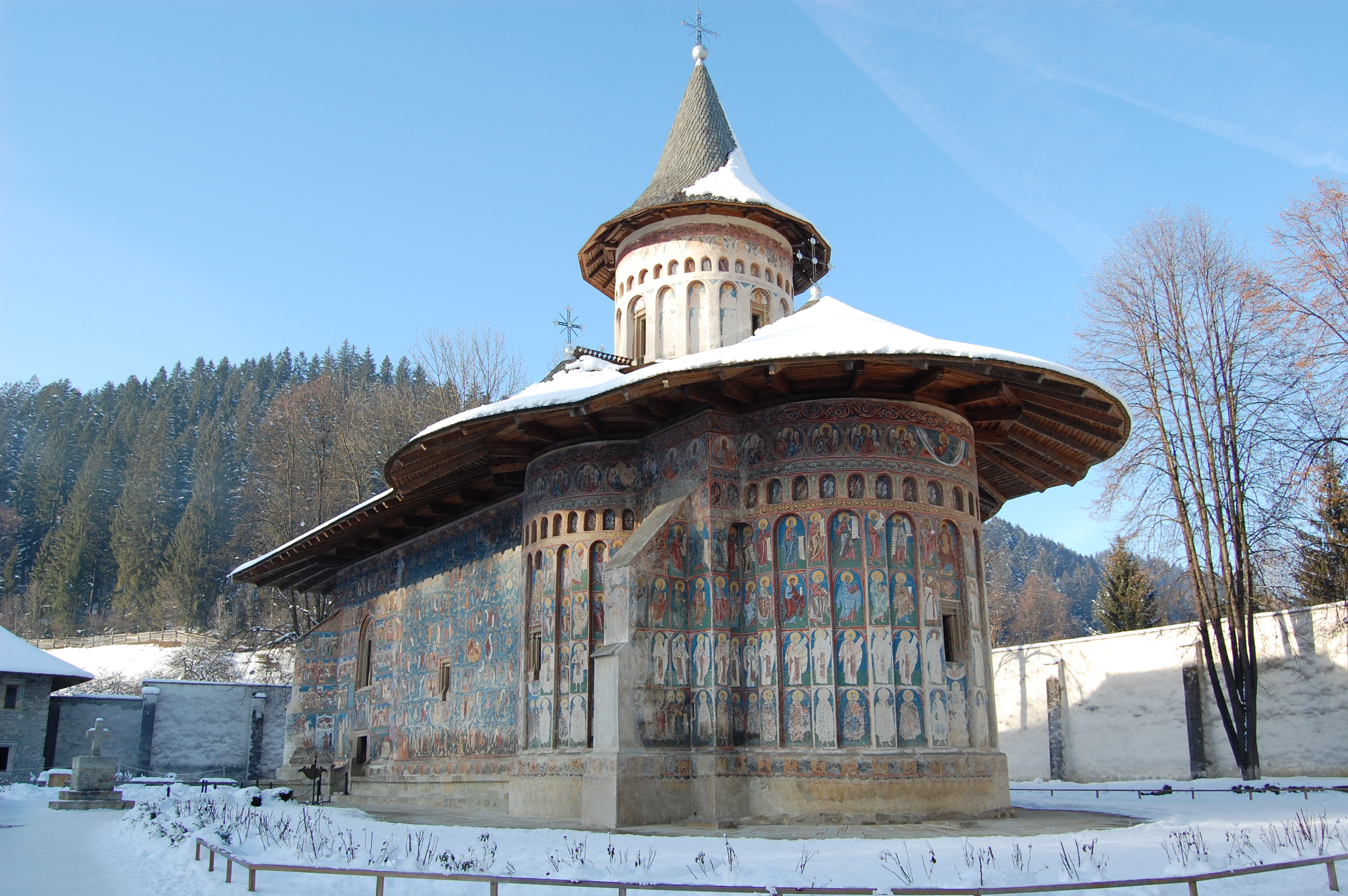
دير فورون  [لغات أخرى]‏ (1488). لوحات جدارية مرسومة على الجزء الخارجي من كنيسة القديس جورج
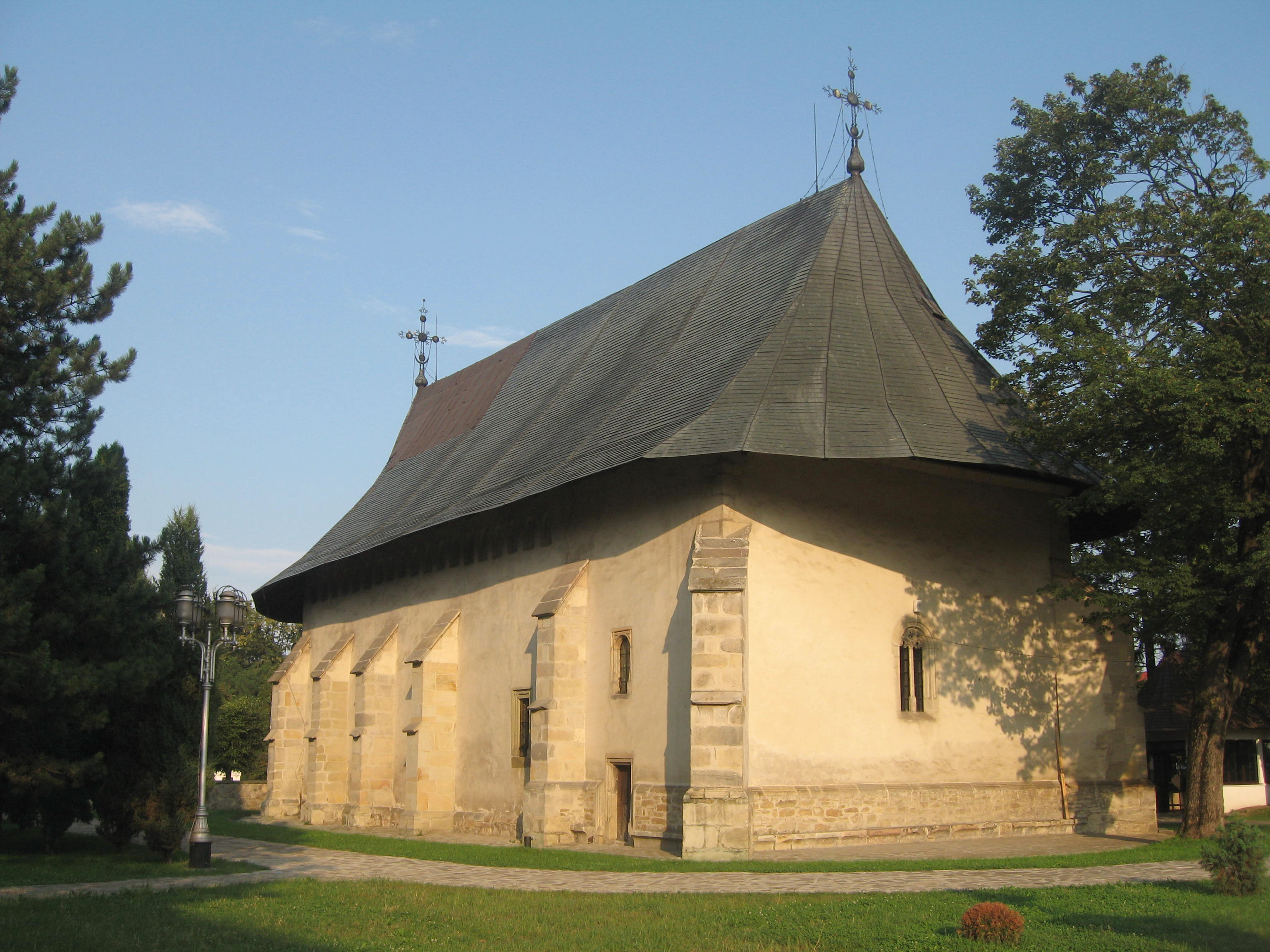
دير Bogdana  [لغات أخرى]‏ في Rădăuți ، أقدم دير حجري في البغدان
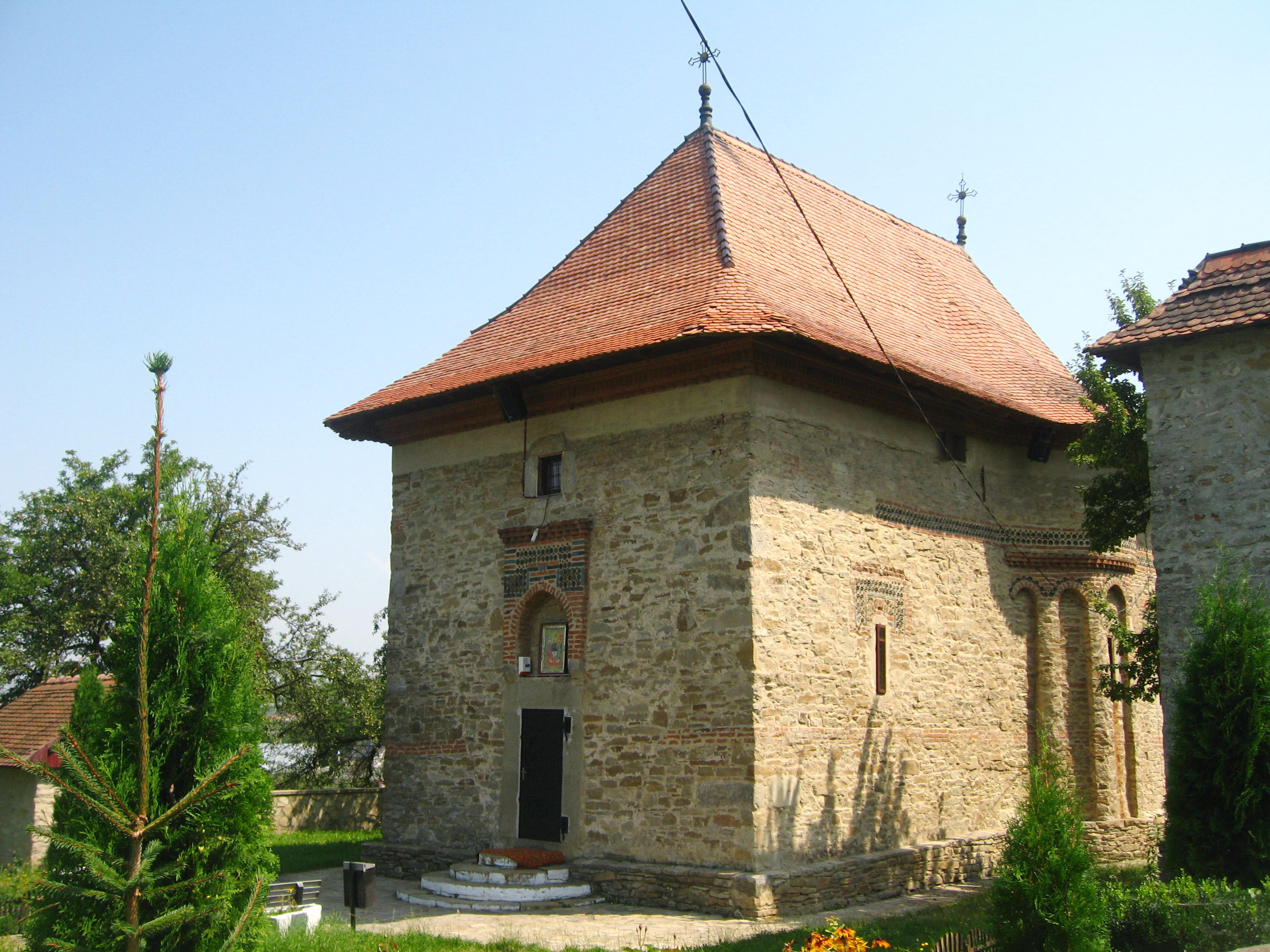
كنيسة الثالوث الأقدس (1352) في سيريت
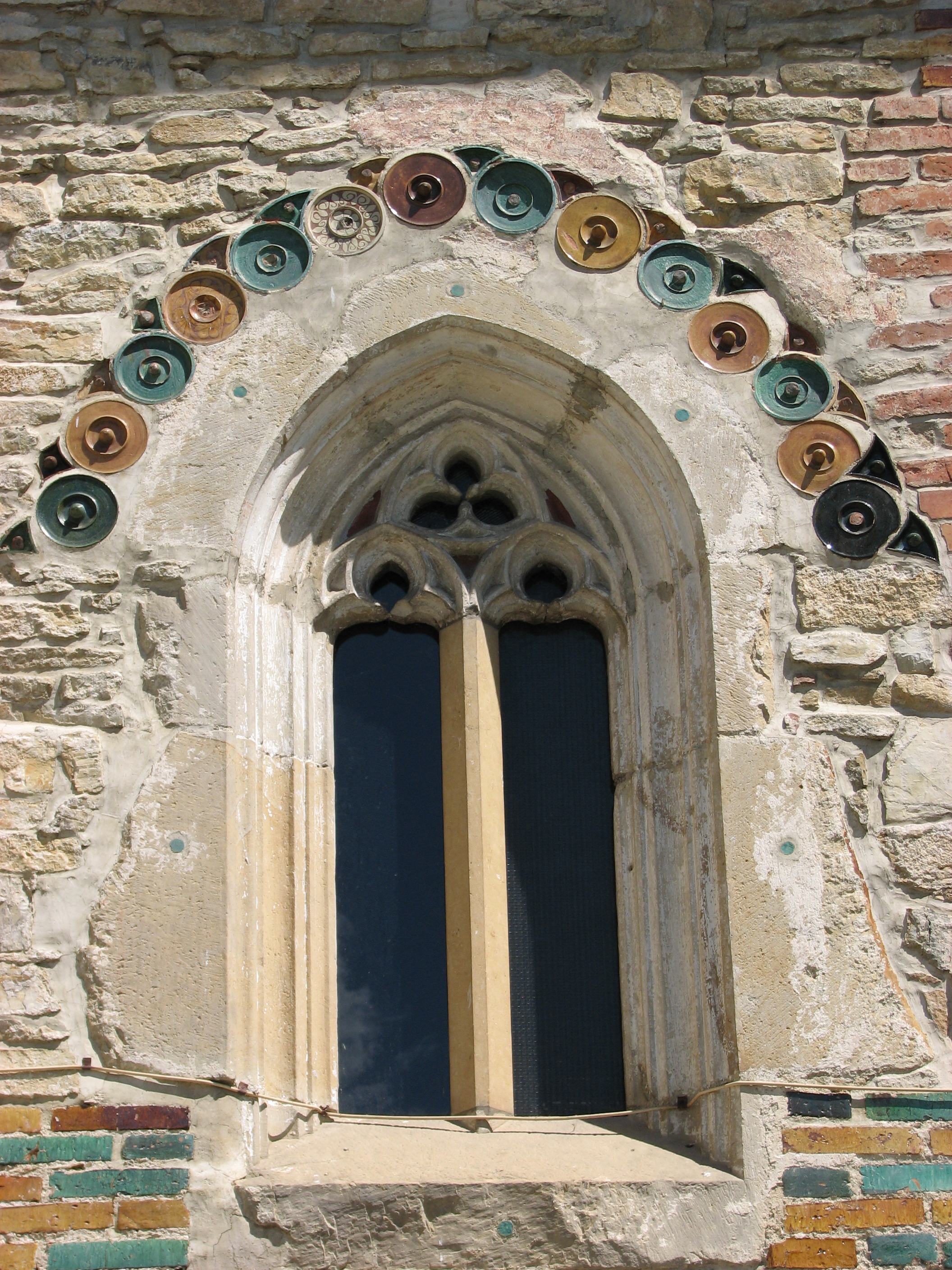
Neamț Monastery (1497) window window
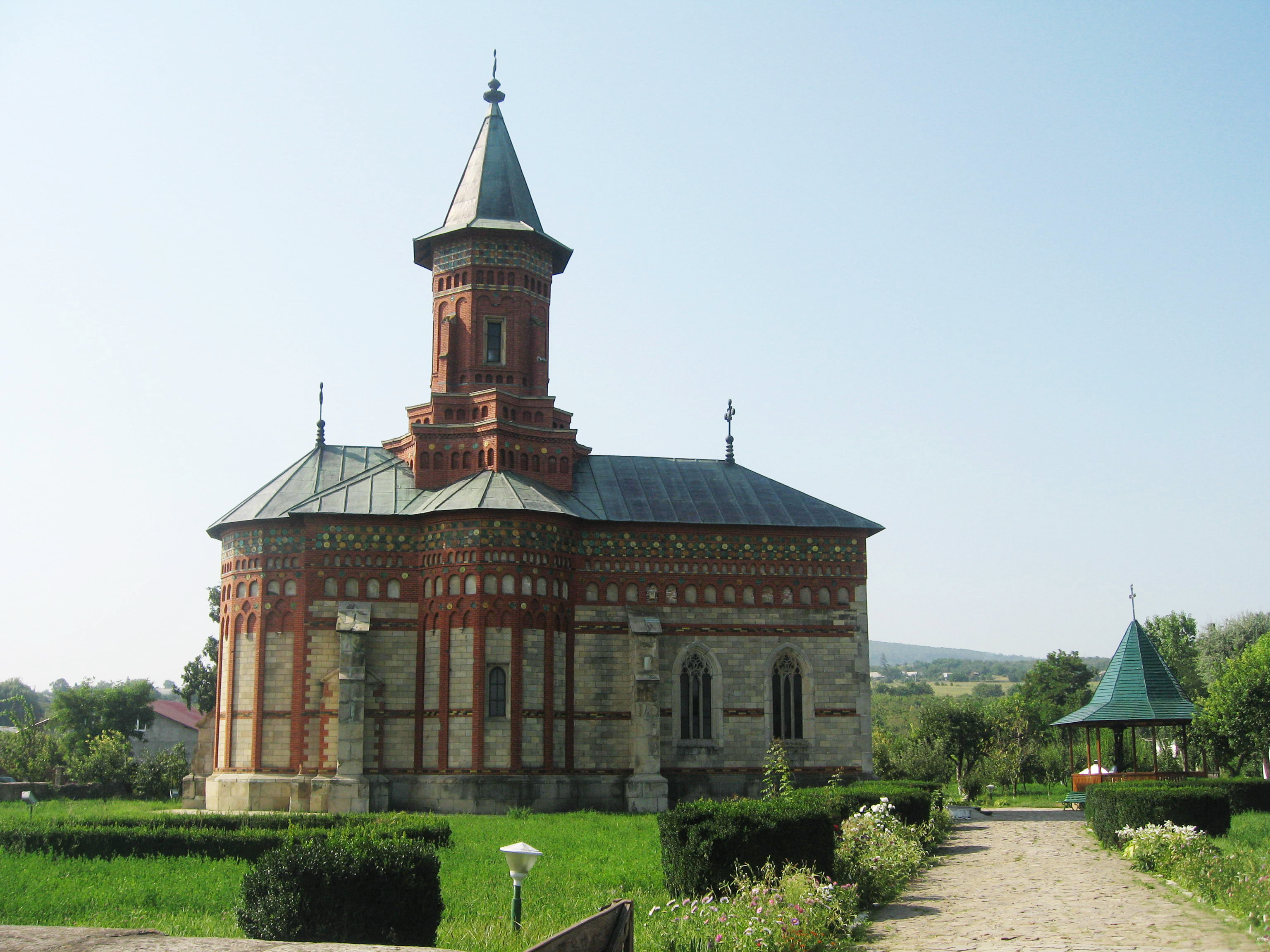
كنيسة القديس جورج في هارلو
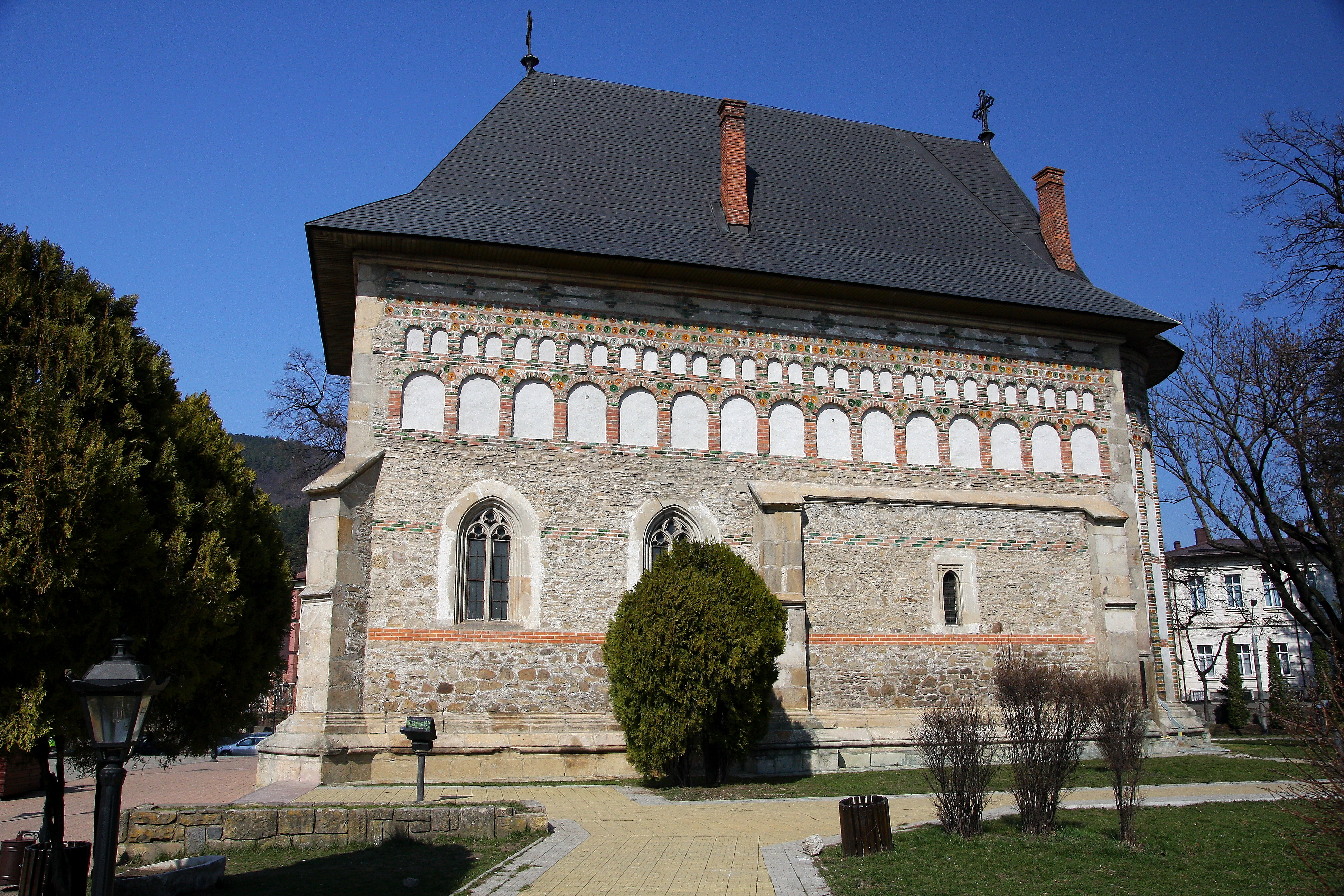
ميلاد كنيسة القديس يوحنا المعمدان ، بياترا نيامو  [لغات أخرى]‏
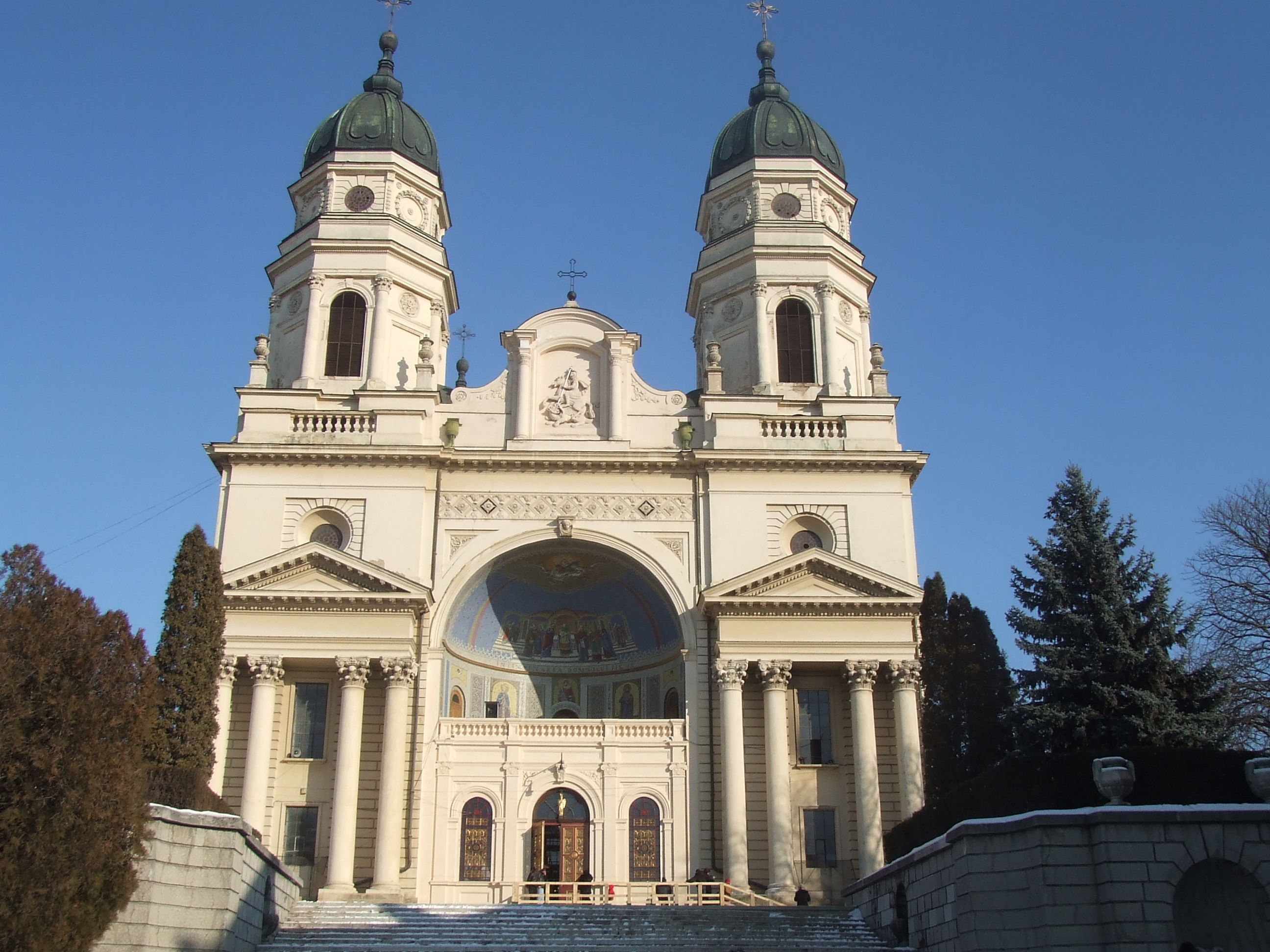
كاتدرائية ميتروبوليتان في ياشي
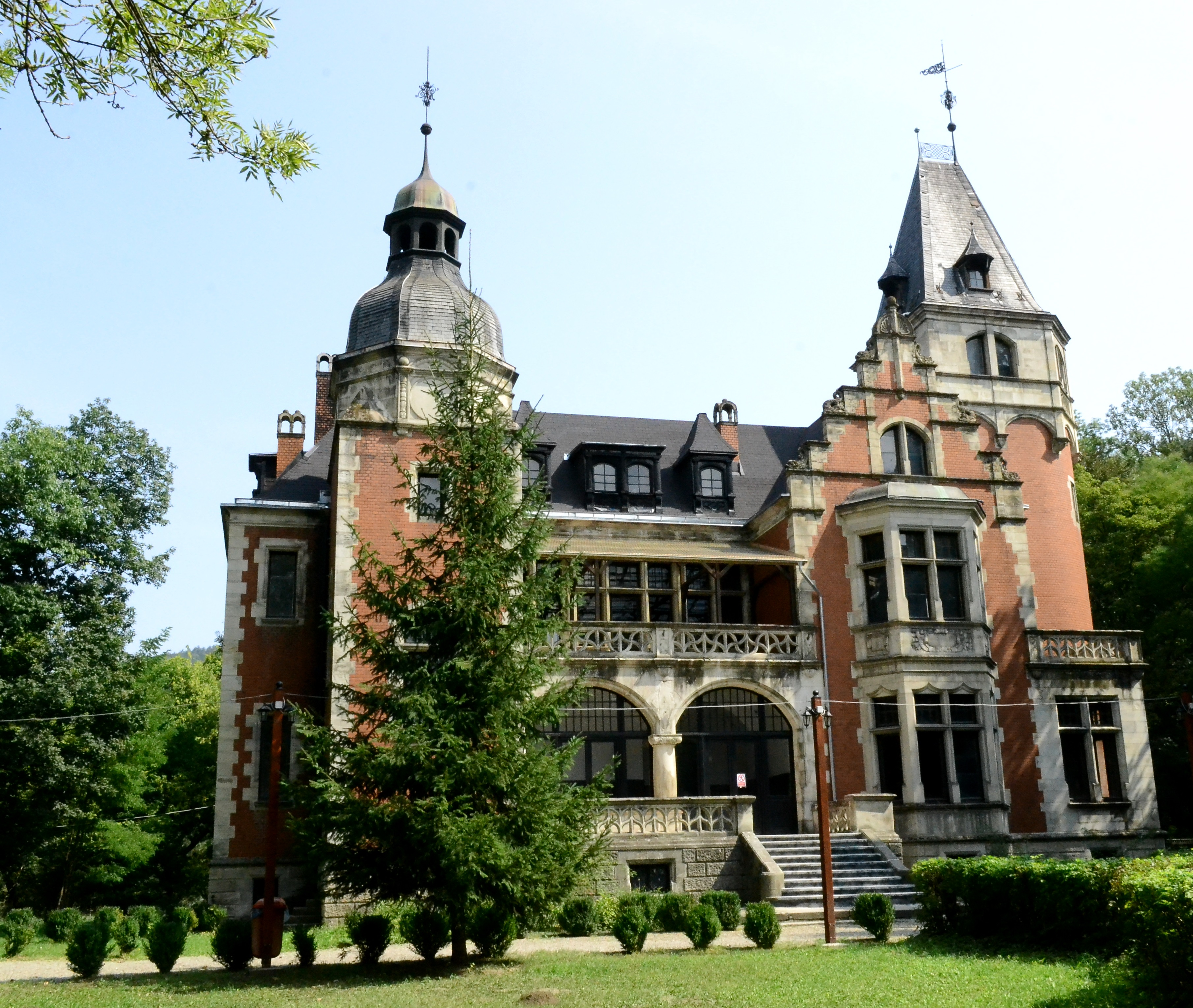
قصر الغه في دوفيانا
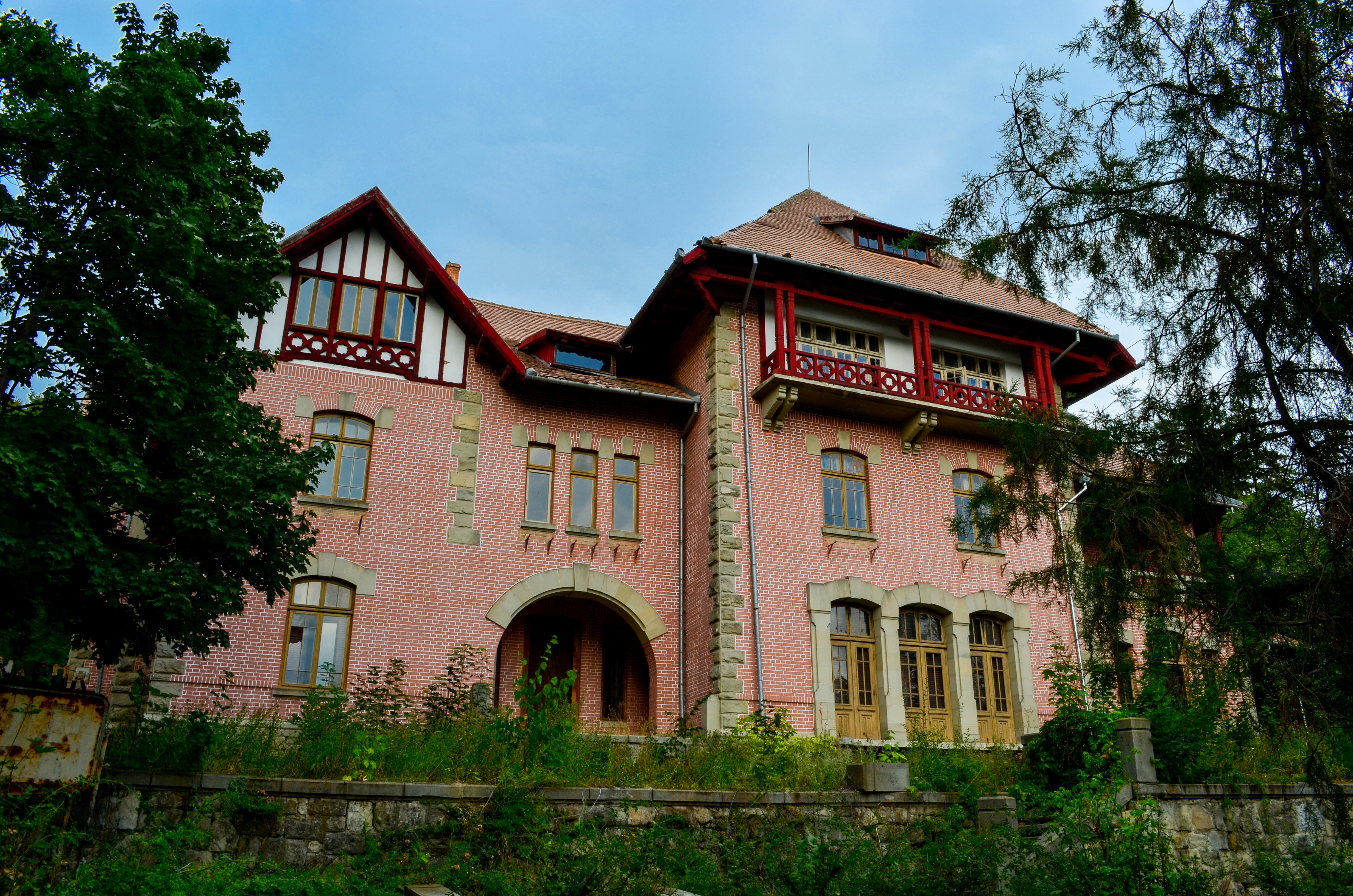
قصر irtirbei في Dărmănești
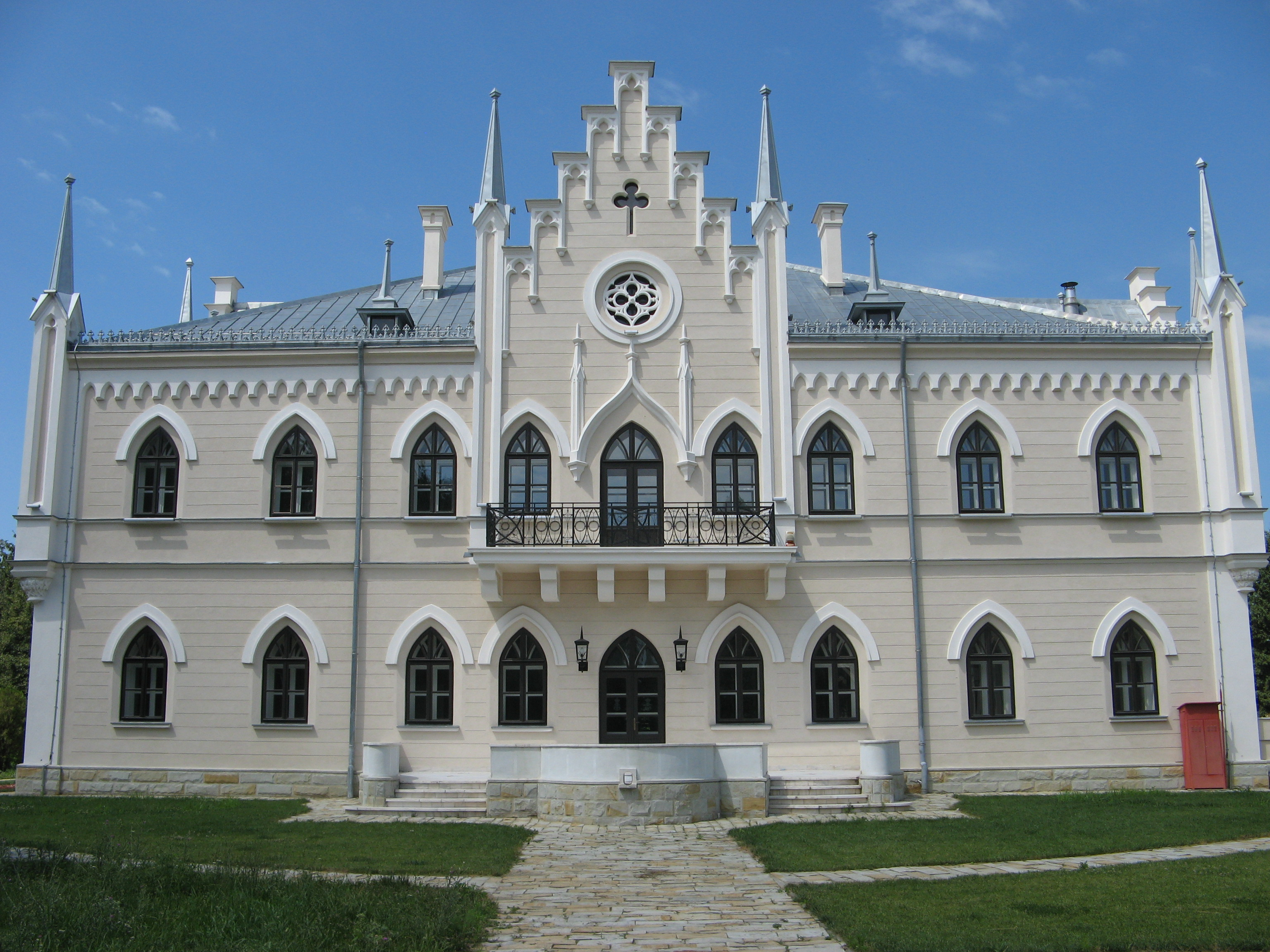
قصر الأمير ألكساندرو إيان كوزا في روجينواسا
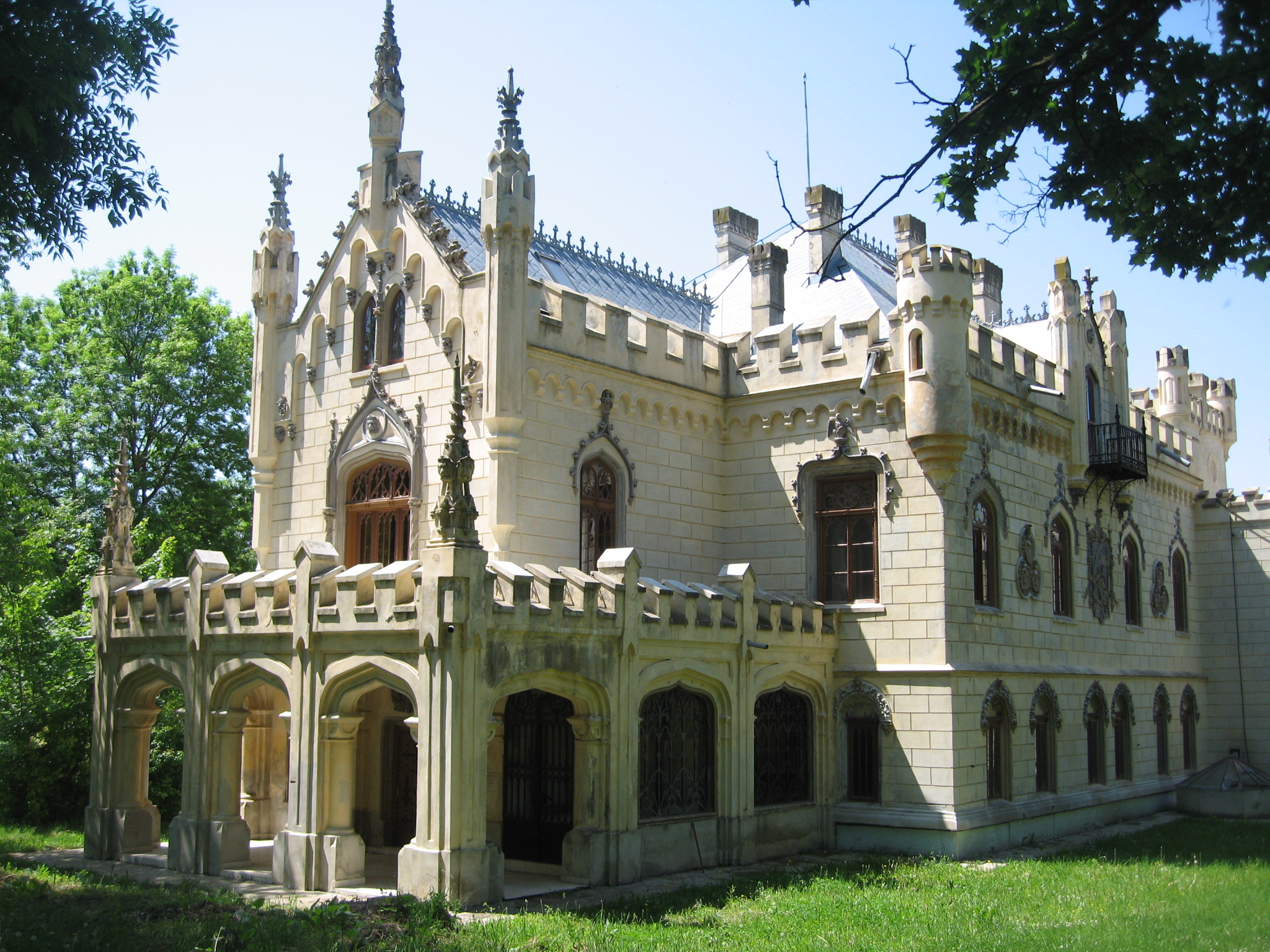
Sturdza القلعة في بوتيا
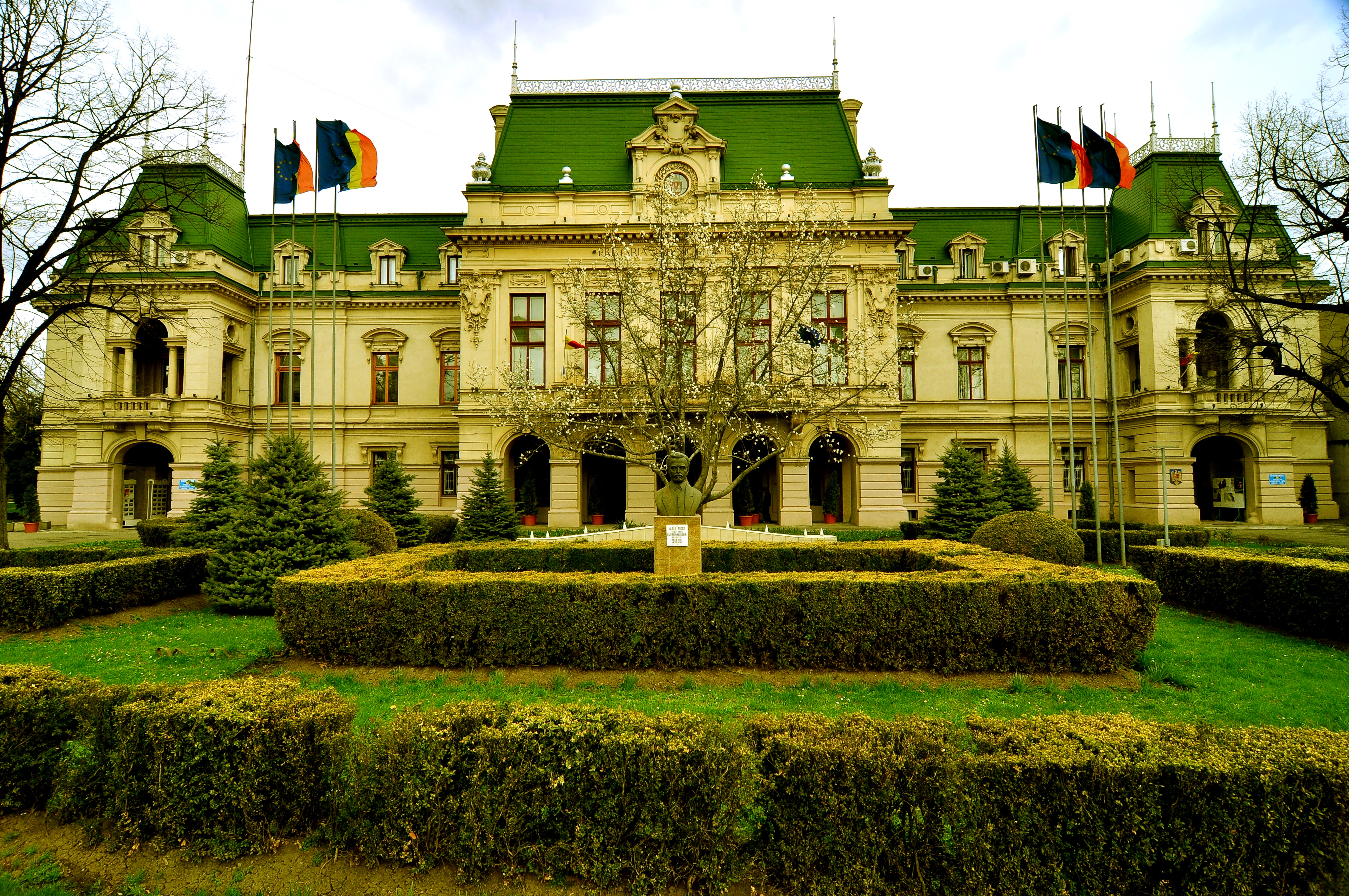
قصر روزنوفانو  [لغات أخرى]‏ في ياشي
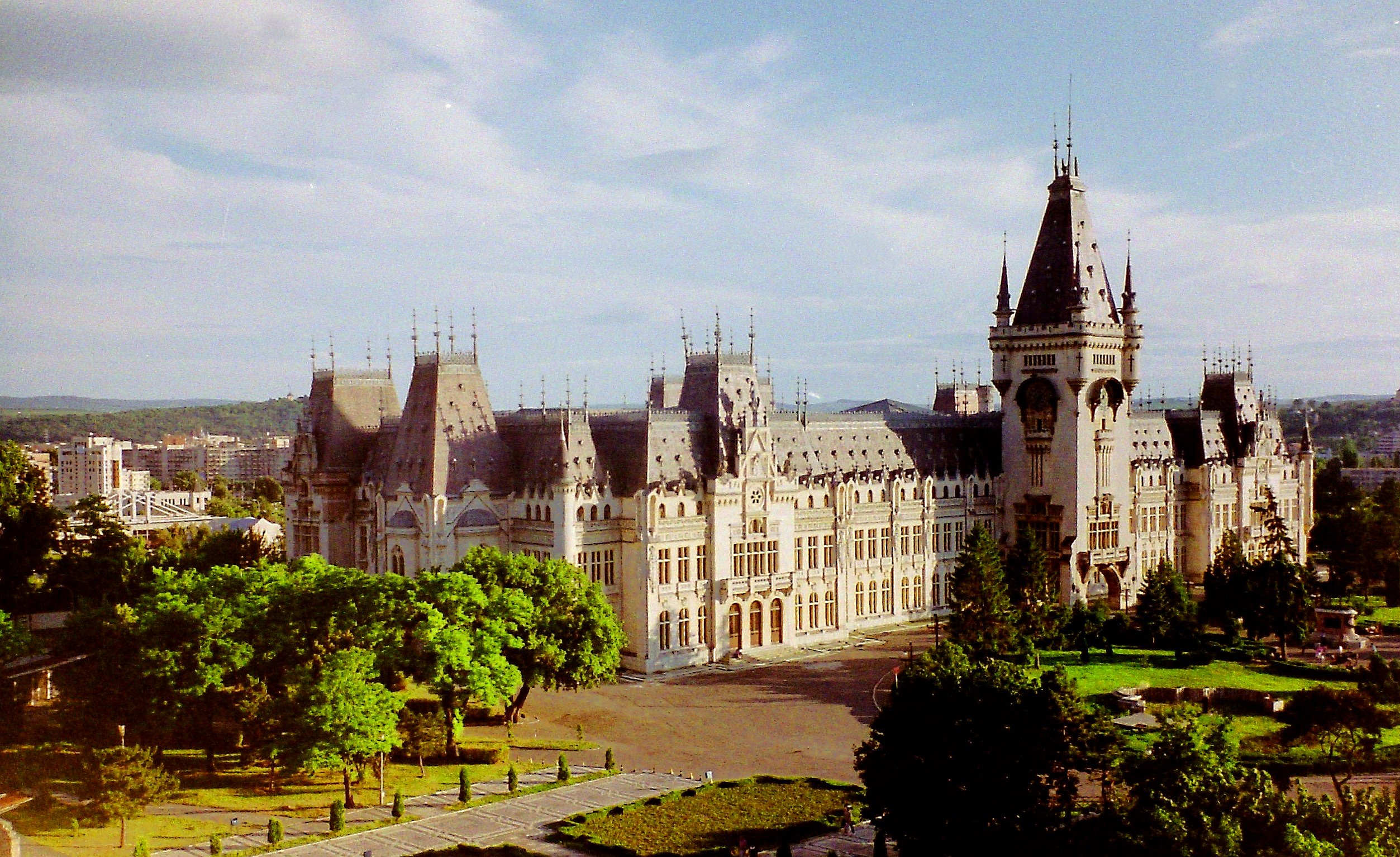
قصر الثقافة في اياسي
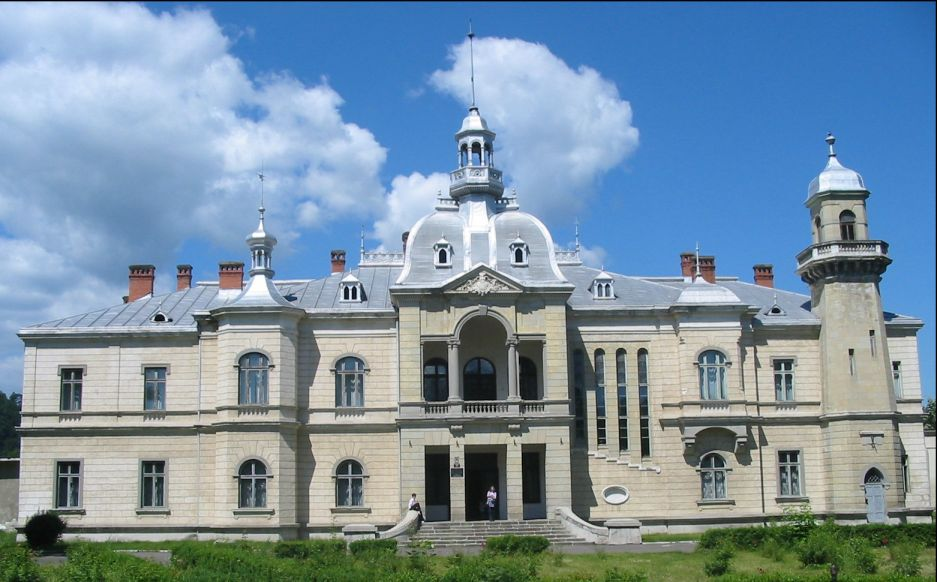
غيشا بالاس في كومونتي
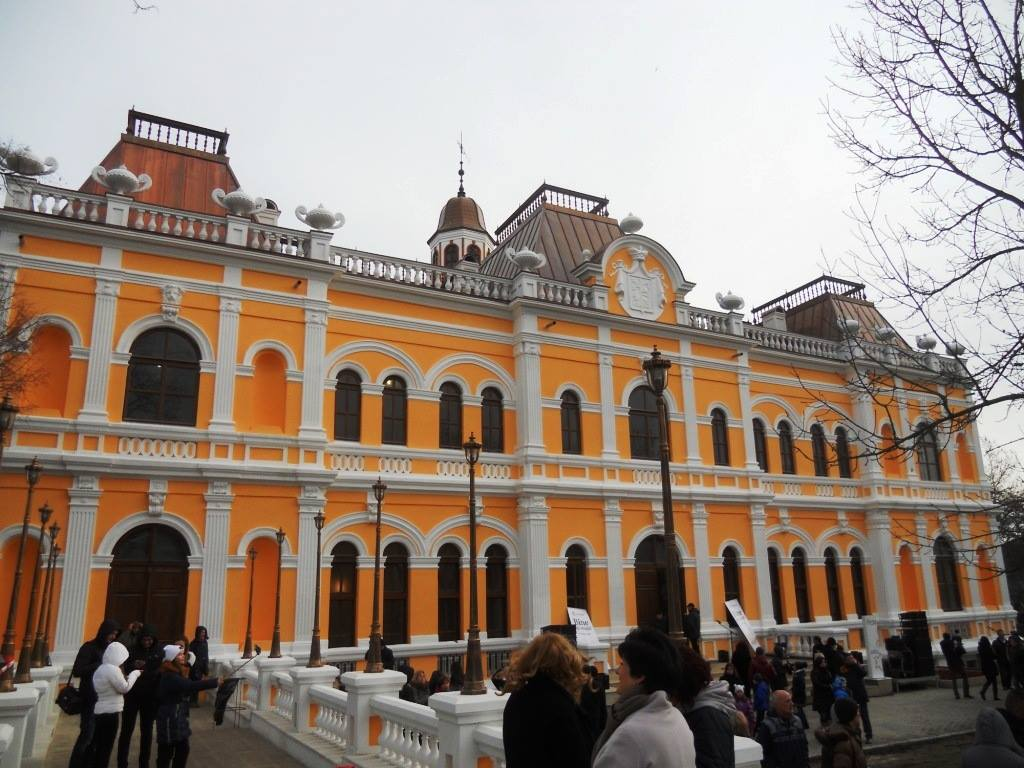
Manuc Bei's Inn في هونسيتي ، جمهورية مولدوفا الحالية
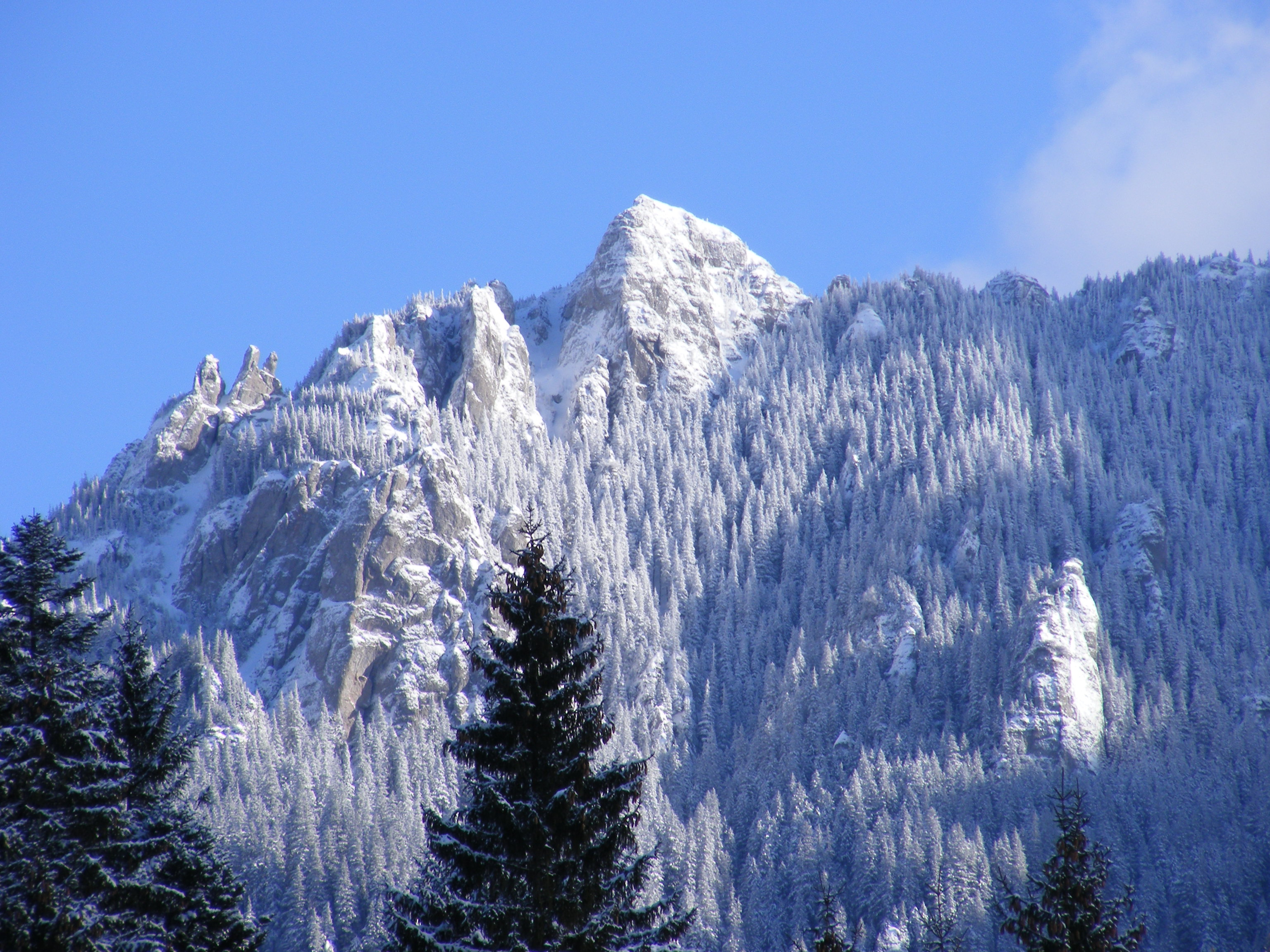
Ceahlău Massif في الجزء الغربي
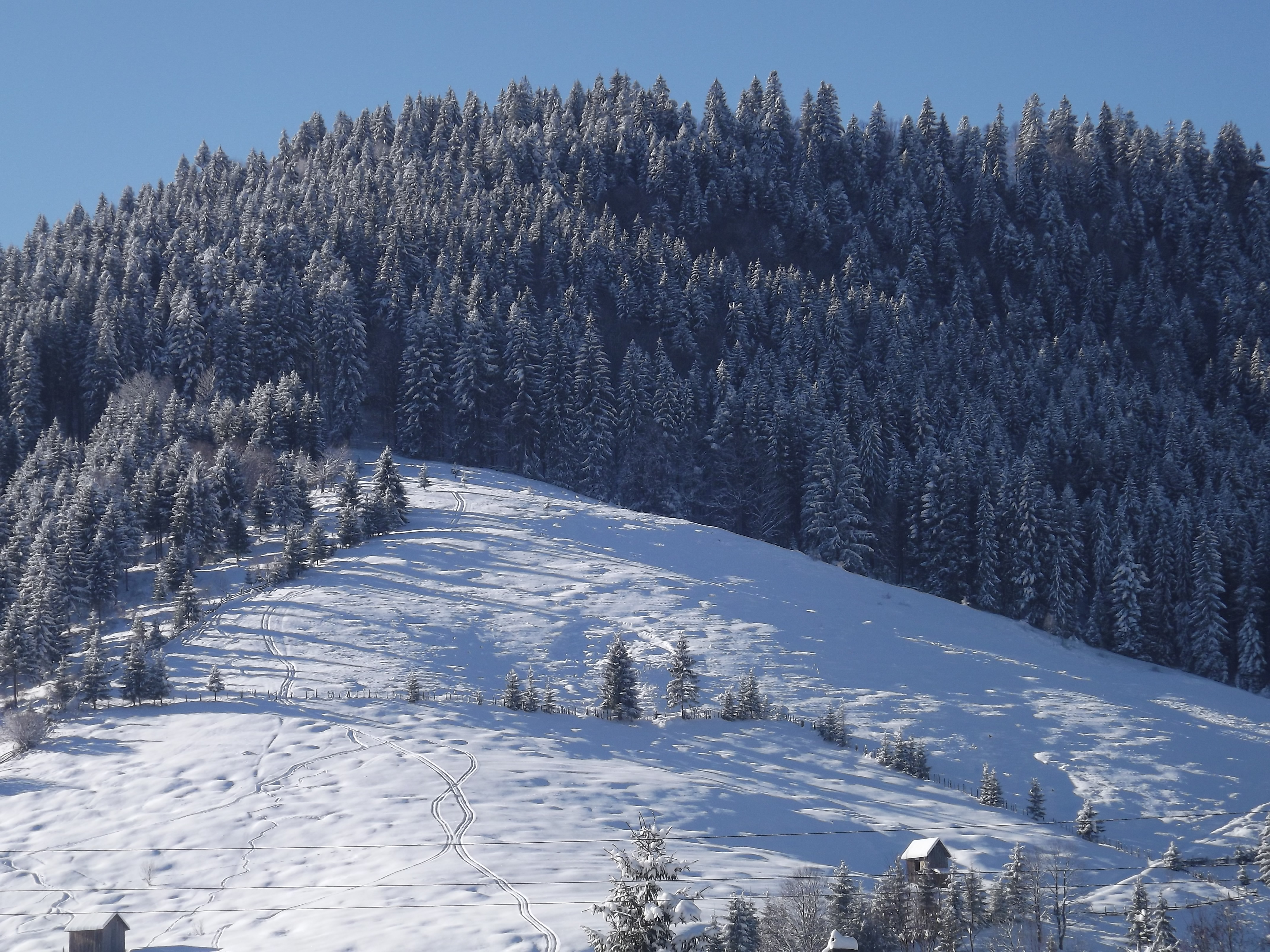
منظر للطبيعة الشتاء، إلى داخل، إقليم سوتشيافا
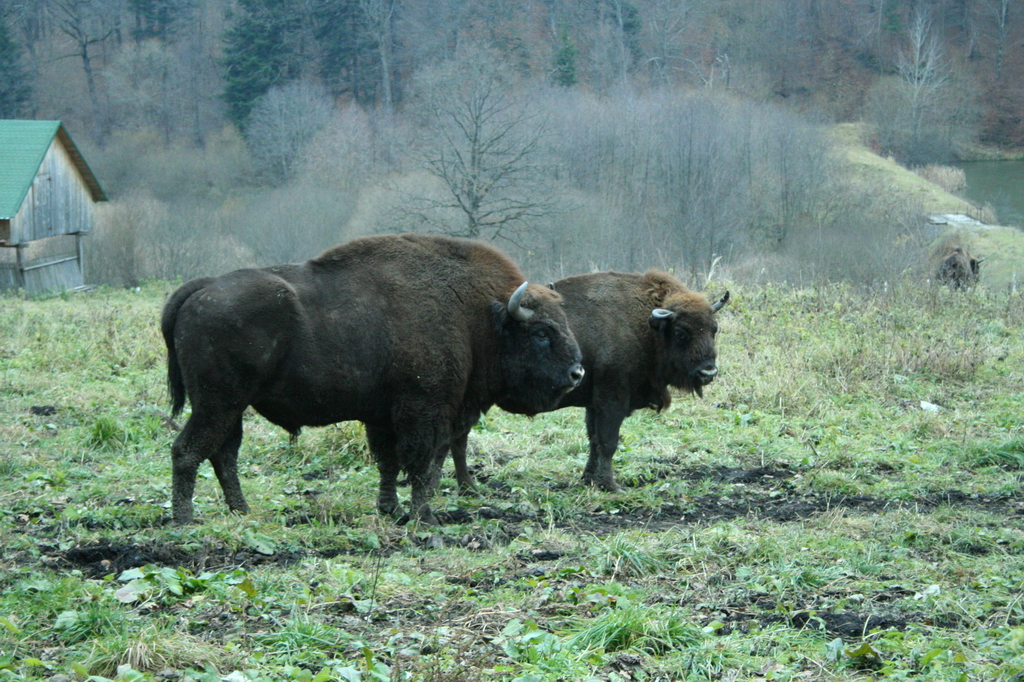
Wisents في حديقة Vânători-Neamț الطبيعية  [لغات أخرى]‏
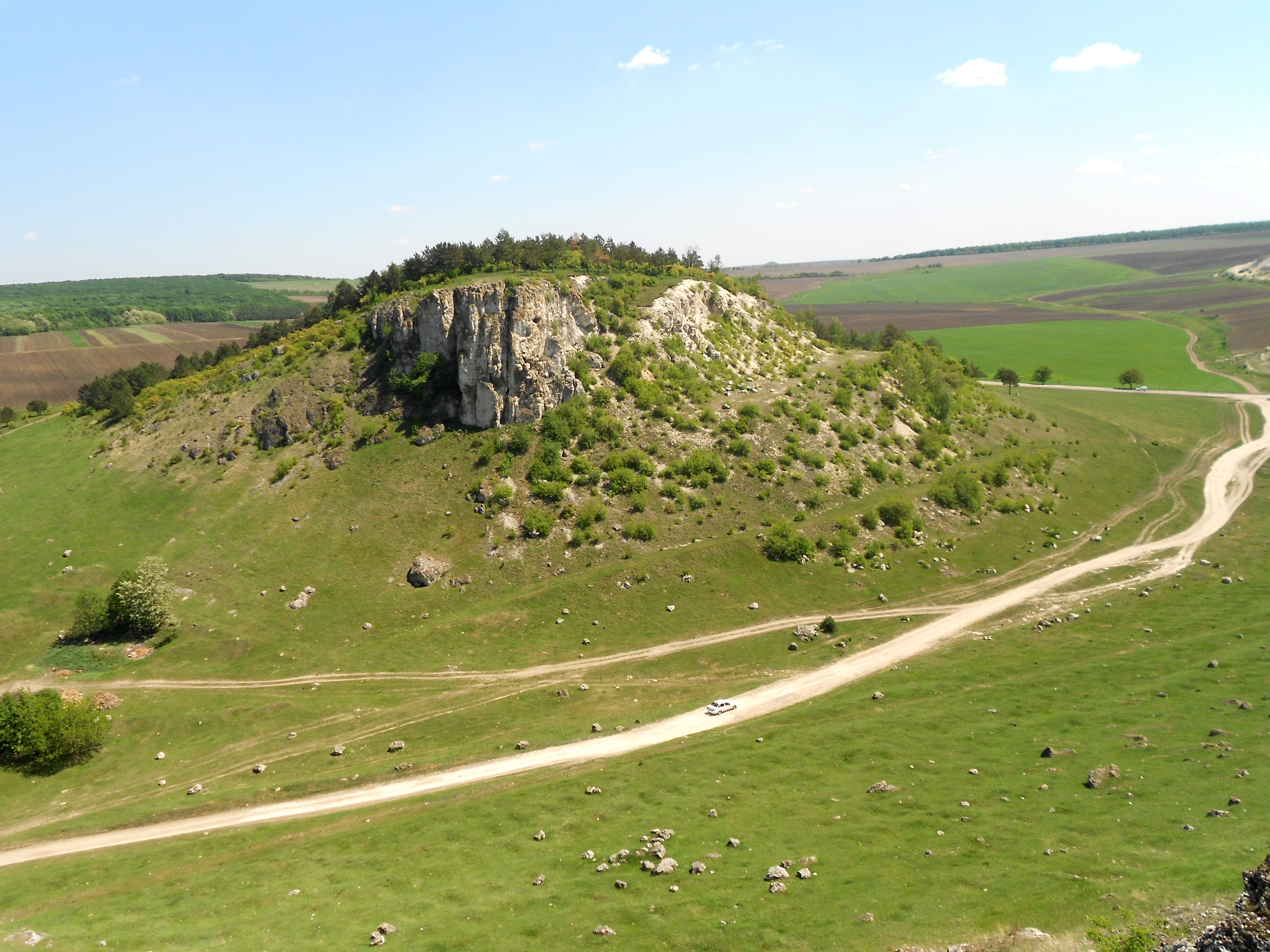
حجر مهماز بالقرب Feteşti ، شمال جمهورية مولدوفا